# JR西日本227系電車
227系電車（227けいでんしゃ）は、西日本旅客鉄道（JR西日本）の直流近郊形電車である。

## 概要
広島地区の老朽化した近郊型・通勤型車両（113系・115系など）の置き換えを目的として、アーバンネットワーク（京阪神エリア）の新快速などで運行される225系をベースに、同形式の地方線区向け短編成仕様車として開発された。
2015年（平成27年）から0番台が広島都市圏（広島シティネットワーク）の山陽本線（山陽線）などに投入され、こちらは「Red Wing（レッドウィング）」という車両愛称が付与されている。0番台は2015年（平成27年）9月29日に「“JRシティネットワーク広島”のブランディング（227系電車と路線記号カラーデザイン）」として、2015年（平成27年）度グッドデザイン賞（移動用機器・設備部門）を受賞している。
2019年（平成31年）より1000番台が近畿エリアの和歌山線・桜井線および紀勢本線（きのくに線）で運行を開始し、広島地区以外にも投入された。
2023年（令和5年）より岡山・備後エリア（岡山都市圏・福山都市圏）に「Urara（うらら）」という車両愛称が付けられた500番台が導入された。

### 開発の経緯
2014年（平成26年）時点でJR西日本広島支社が保有していた電車は、いずれも日本国有鉄道（国鉄）時代に製造された車両であり、従来は関西圏（アーバンネットワーク）への新車投入で捻出された、比較的若い車両などを転用して置き換えが行われてきた。しかし、経年35年以上の車両が大半を占めるなど老朽化や設備の陳腐化が進み、老朽車両の取り換えが急務とされていた。これを受けて、2013年3月に発表された「中期経営計画2017」で、広島都市圏（広島シティネットワークなど）への新型車両の投入と新保安システムの導入が記されていた。

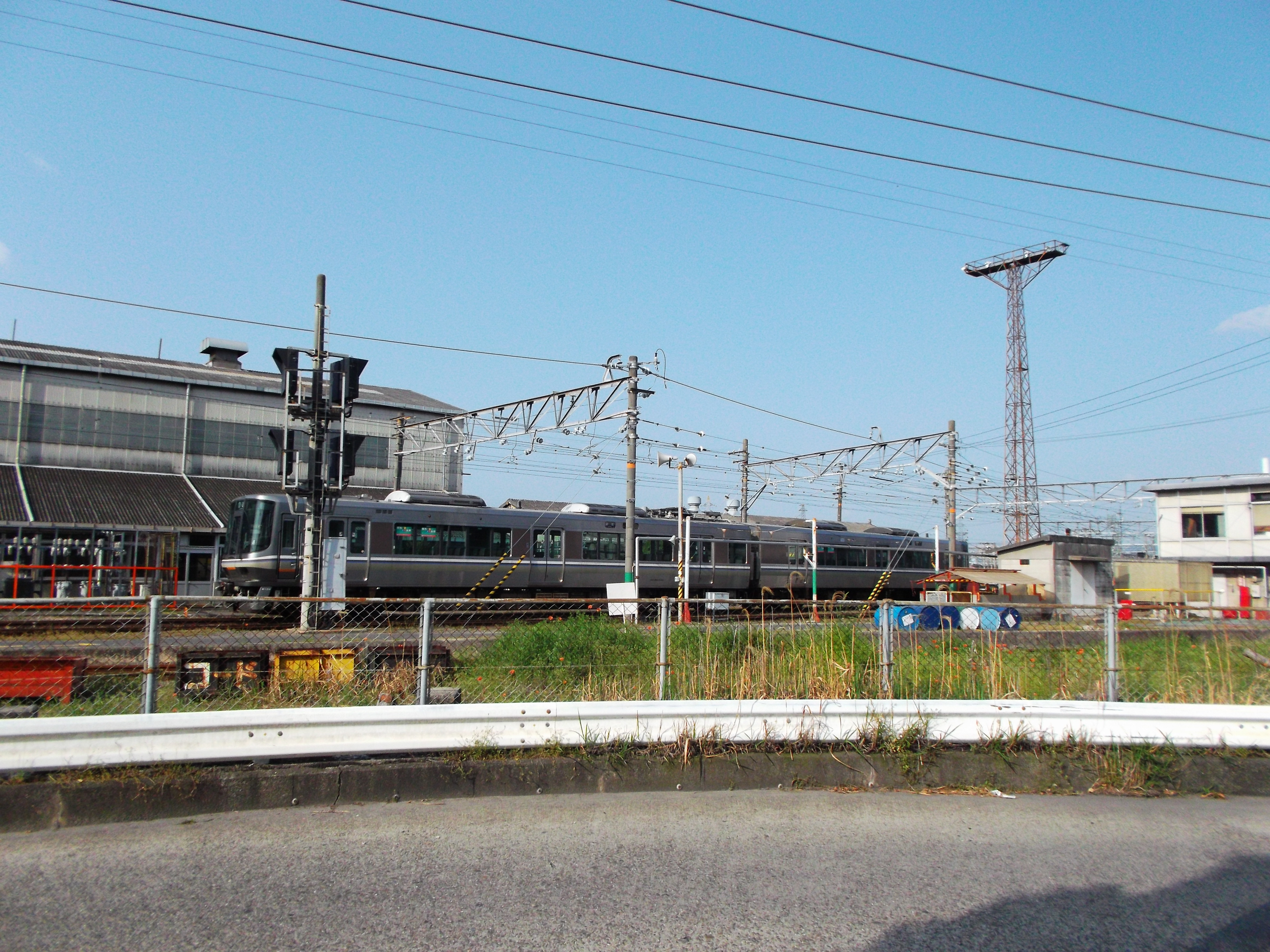
試験のために入線した223系MA21編成

これらの状況に鑑み、225系などで採用された安全性向上設計を盛り込み、より安全性の高い保安装置や伝送技術の発達などの新技術を積極的に採用した広島エリア向け新型車両として開発されたのが本系列である。
本系列への採用に先駆けて、2012年（平成24年）および2013年（平成25年）に223系MA21編成（中間2両減車）により、ATS-M形（現D-TAS）の実用試験が行われた。

## 車両概説
本項では共通項目について述べ、番台別の差異については別節で記述する。

### 車体
車体長は19,570 / 19,500 mm（先頭車/中間車）、車体幅は2,950 mm、20 m級車体に片側3箇所の両開き扉という、近郊形としてはオーソドックスな構成である。ホームドア設置を考慮して単編成時および複数編成連結時にかかわらずドア位置が同一となるよう、連結面-車端出入り口寸法および全長を先頭車・中間車で共通化させている。材質はステンレス鋼 (SUS301、SUS304) を使用し、321系から採用されているスポット溶接とレーザ連続との溶接構造を採用している。ただし、運転台部分は鋼製である。
2005年（平成17年）4月25日に発生したJR福知山線脱線事故を受け、列車が衝突した際に運転席周りに比べて相対的に強度を低くした先頭上部が先につぶれることで力を上方へ逃がし、乗客への衝撃と客室の変形を抑える構造（クラッシャブルゾーン、ともえ投げ方式）を225系・521系3次車に引き続いて採用している。このほかにも床・側板・屋根の接合を強固にし、側面衝突やオフセット衝突に対しても変形を少なくする設計となっている。2編成もしくは3編成連結しての運用も考慮し、常時貫通タイプとしている。
前部標識灯（前照灯）およびフォグランプにはHID、後部標識灯（尾灯）にはLEDが使用されている。前照灯および尾灯の配置は521系3次車に準じている。側窓は225系と同様のレイアウトで3枚構成とされ、下降窓+大型固定窓+下降窓で構成されている。
転落防止幌に関しては、舞子駅で起きた乗客転落死亡事故を踏まえて、従来車で取り付けられていた中間車同士の連結面だけでなく先頭車両同士の連結の場合も考慮し、運転台側面に先頭車間転落防止幌が取り付けられている。

### 機器類
321系や225系などで採用された、1車両中に動力台車と付随台車を1台ずつ配置し運転に必要な機器類を1両にまとめて搭載する「0.5Mシステム」と呼ばれる考え方を基本とし、すべての車両が電動車となっている。そのため、全車両に車両制御装置を搭載することを基本とし、クモハ227形には集電装置および空気圧縮機を追加している。
221系以降の設計思想を引き継ぎ、1 - 3位側（海寄り）に空制部品関係を、2 - 4位側（山寄り）に電気部品関係を集中的に配置する。
車両制御装置は WPC15A と呼称され、東芝および三菱電機が製造を担当する。主電動機を制御する主回路部と補機類の電源となる補助電源部（補助電源装置）が一体化したユニットで、IGBT素子を使用した2レベル電圧形PWMインバータである。主回路部はインバータ1基で2基の電動機を制御する、いわゆる1C2M構成のVVVFインバータを搭載する。これに対し補助電源部は三相交流 440 V、75 kVA の容量を有しており、主回路部と同じくIGBTを用いた2レベル電圧形PWMインバータをCVCF制御し、他車の車両制御装置の補助電源部と並列運転を行うことで故障時の編成全体での冗長性を確保する設計である。
空気圧縮機は、除湿装置と一体化した低騒音型スクリュー式 WMH3098-WRC1600 をクモハ227形に搭載する。スクリュー式空気圧縮機は223系2000番台以降などでの採用実績がある。
集電装置はシングルアーム型パンタグラフ WPS28E が採用され、クモハ227形後位寄りに1基搭載する。バネ上昇式・空気下降式であり、上昇検知装置および電磁カギ外し装置を備える。破損時の落下防止を目的として、パンタグラフ枠の上下に碍子を配置して貫通ボルトで固定する貫通碍子を用いたほか、大容量カーボンすり板を採用する。なお、第二パンタグラフは準備工事とされているが、1000番台の一部は設置されている。
主電動機はかご形三相誘導電動機 WMT106A が採用され、各車両に2基搭載する。センサレスベクトル制御を採用し、1時間定格出力は270 kWに増強されている。
空調装置は、新鮮外気導入機能を備えた集約分散式である WAU708B を屋根上に1両あたり2台搭載しており、容量は20,000 kcal/h以上である。
車両情報システムとして、321系や225系で実績のあるデジタル転送装置を採用している。基幹伝送速度を10 Mbpsから100 Mbpsに向上させ、編成内で二重系構成とすることで、将来のさまざまなニーズにもソフトで対応することが可能なシステムとなっている。
車両異常挙動検知システムを装備しており、各車の下部に搭載されている車両制御装置の脇にはその表示灯箱が装備されている。
台車は、車体と同様に川崎重工業および近畿車輌が製造を担当する。メンテナンス性の向上および部品共通化の観点から、225系や321系などで実績のある軸箱支持装置が軸梁式のボルスタレス台車である。牽引装置は1本リンク式である。車体のロール方向の剛性向上のため、空気ばね間距離を 2,000 mmに拡大し、空気ばね高さを925 mmに低減させた設計は225系や321系と同等である。さらに、空気ばねの自動高さ調整装置の高さ調整棒には、動物などと接触した際の保護ガードを設けることで信頼性の向上を図っている。軸箱と台車枠との間に軸ダンパが装備されているが、ヨーダンパは準備工事としている。クモハ227形とモハ226形の場合は前位寄りに付随台車、後位寄りに電動台車を装着している。クモハ226形の場合はその逆である。
電動台車は WDT63B と呼称され、基礎ブレーキは踏面ユニットブレーキである。付随台車は中間車（モハ226形）が WTR246F 、先頭車（クモハ227形・クモハ226形）が WTR246G と呼称され、基礎ブレーキは踏面ユニットブレーキ+1軸2枚のディスクブレーキである。加えて、WTR246G にはバネ式駐車ブレーキが備えられている。
合成制輪子を使用し、制輪子・ブレーキライニング着脱のワンタッチ化、ワンタッチカプラ化された空気ホースを採用する。また、特定の編成にはフランジ塗油装置を取り付けている。
ブレーキは321系以来の標準システムとなる、電力回生併用電気指令式空気ブレーキ方式を採用する。常用ブレーキ、非常ブレーキ、抑速ブレーキ、耐雪ブレーキおよび直通予備ブレーキを備えるが、非常ブレーキに関しては設計最高速度が120 km/hであることから、増圧機能を有している。なお、抑速ブレーキは40 km/h以上で動作する。
ブレーキ制御装置 WC114 は各車両に2基搭載し、台車ごとに個別制御を行う。これにより故障時の冗長性を高めたほか、装置自体を各台車直近に配置することで空気配管を簡素化、応答性も向上させている。

### 運転台

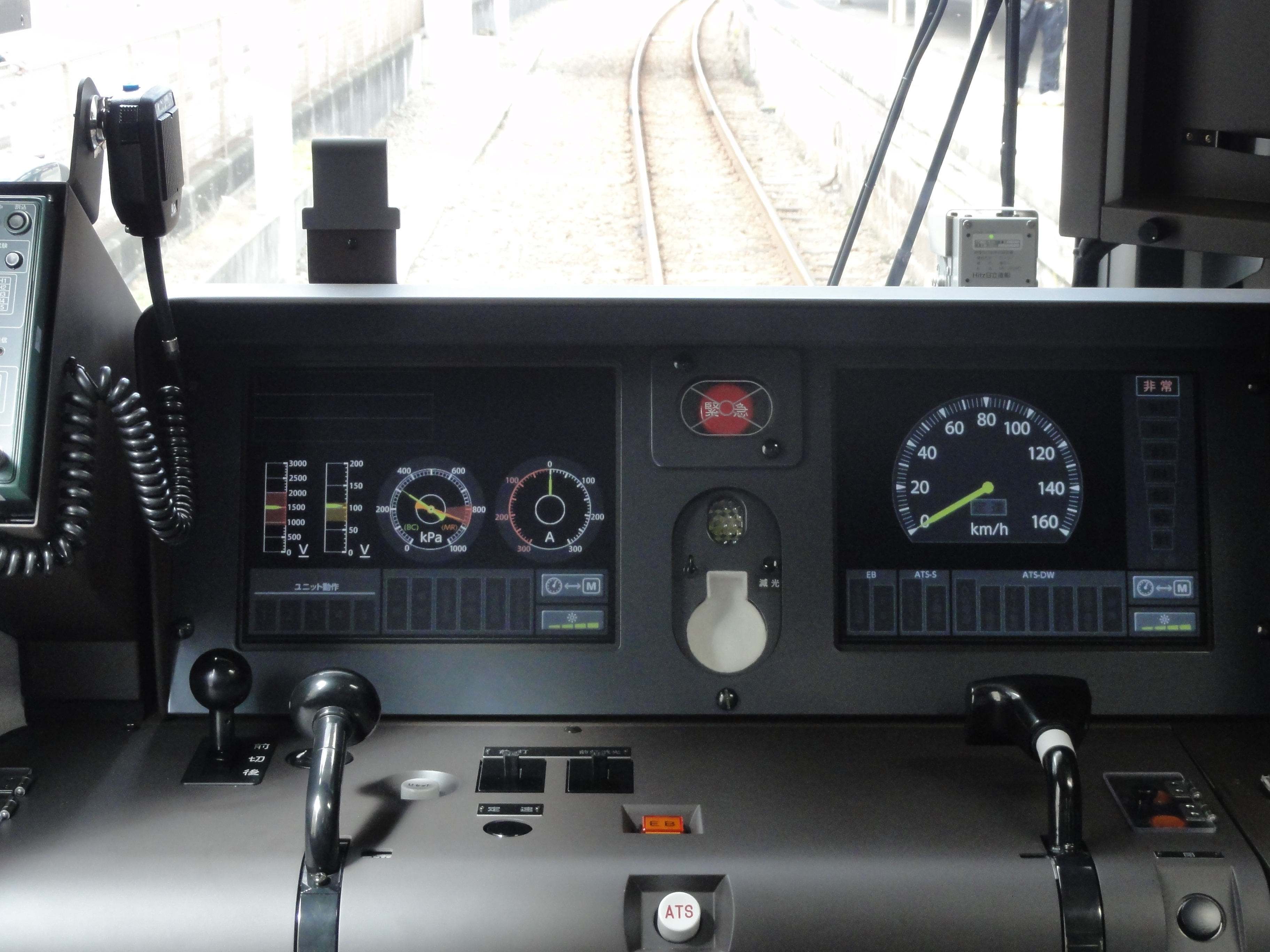
グラスコックピット構造の運転台。

運転台計器盤は計器類と表示灯を廃止し、タッチパネルの液晶モニターに表示するグラスコックピット構造の計器盤設定器を運転台正面に2台と右側そで部に1台を採用している。JR西日本の在来線車両では当形式が初採用である。主幹制御器は、221系以来実績のあるブレーキとマスコンが別々の横軸ツインレバー型 WMC107 を搭載する。力行ノッチは5段、常用ブレーキは7段。また、抑速ブレーキを装備している。運転台周りの基本的な割り付けは225系に準じているが、運転台高さは225系より100 mm低い200 mmとしている。
前面ガラスには飛散防止フィルムが貼り付けられている。ワイパーは運転士側に予備を含めて2本、助士側に1本、貫通扉に1本の計4本を装備する。貫通扉ワイパーに関しては、複数編成連結時における旅客通りぬけ時の接触を防ぐため、貫通扉上部のカバー内にワイパーを収める構造とした。

#### その他装備
連結器は、中間連結部は胴受けおよび元空気溜め（MR）引通し付き半永久連結器を、先頭車運転台寄りの連結器は電気連結器・自動解結装置付き密着連結器を採用する。
保安装置は ATS-SW のほか、車両にデータベースを登録する新保安システム D-TAS（旧称：ATS-DW） を初めて搭載しており、ATS-P は準備工事とされている。先頭車の運転台寄り（クモハ227形前位寄りおよびクモハ226形後位寄り）の下部にはドア誤扱い防止用のホーム検知センサーが取り付けられている。車内放送用の自動放送装置を搭載しており、日本語と英語の二か国語で情報提供を行う（0番台は車掌乗務時にも対応）。警笛は、空気笛であるAW-2・AW-5のほか、補助警笛であるミュージックホーンが先頭車両床下に搭載されている。

## 形式

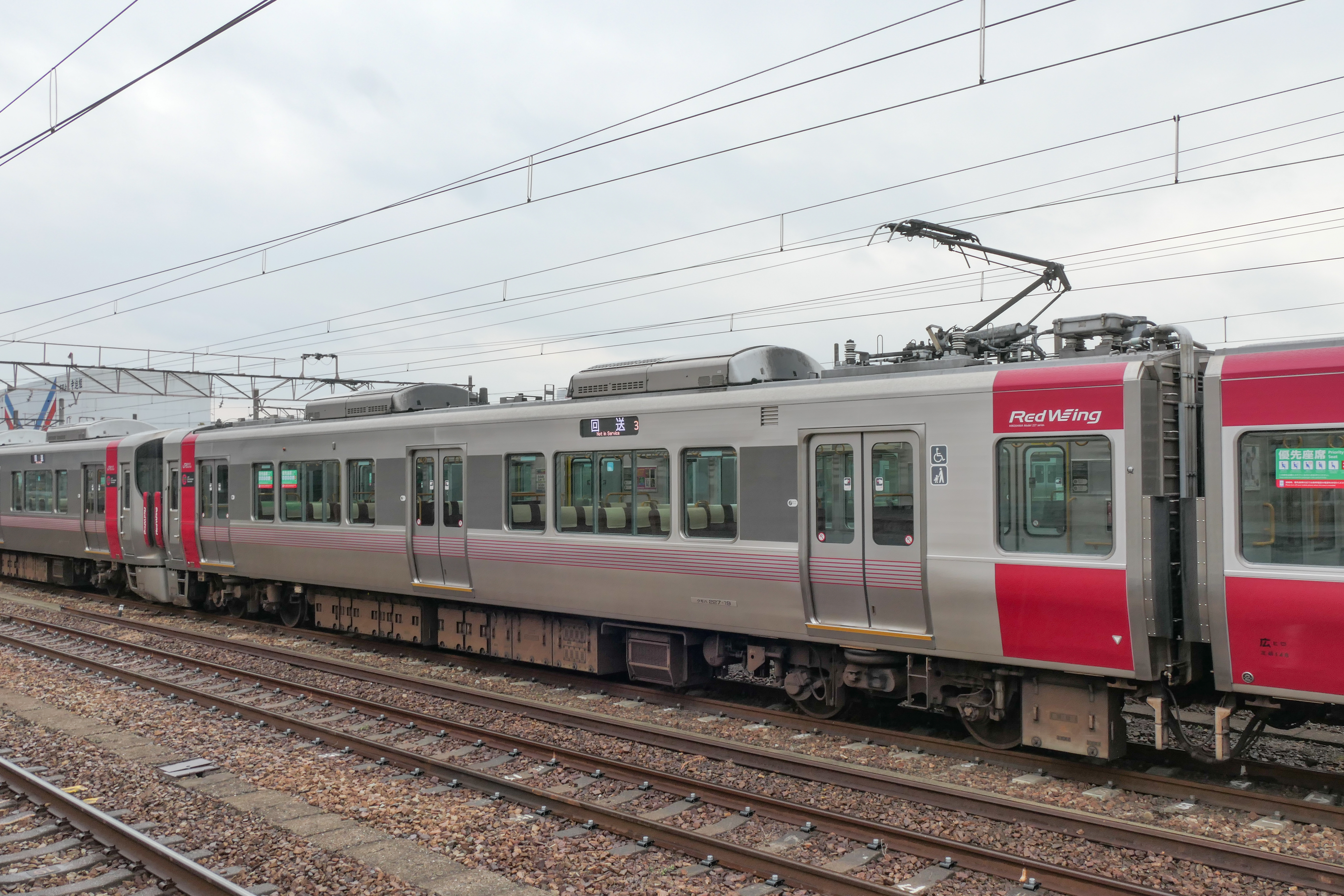
クモハ227形（Mc）
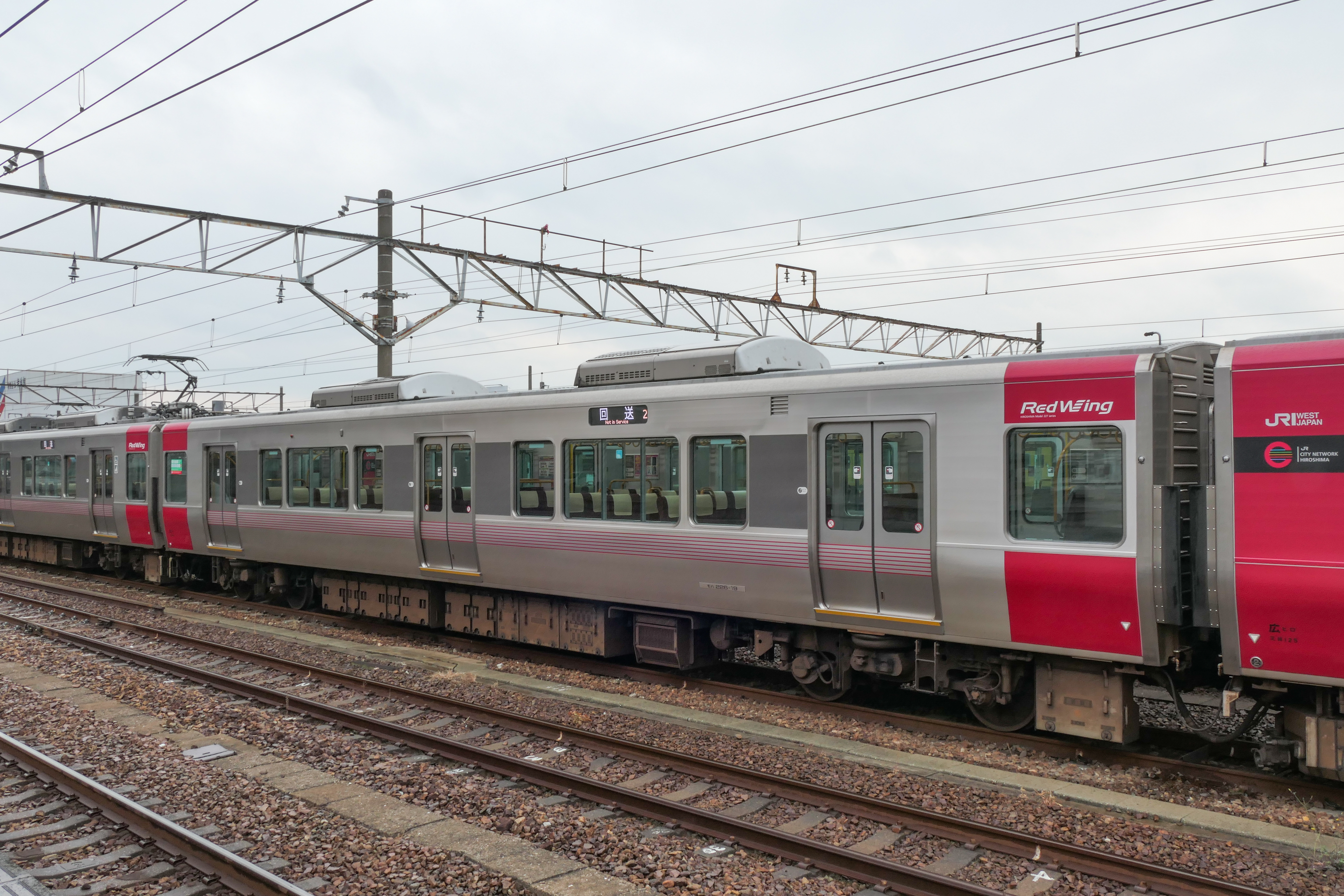
モハ226形
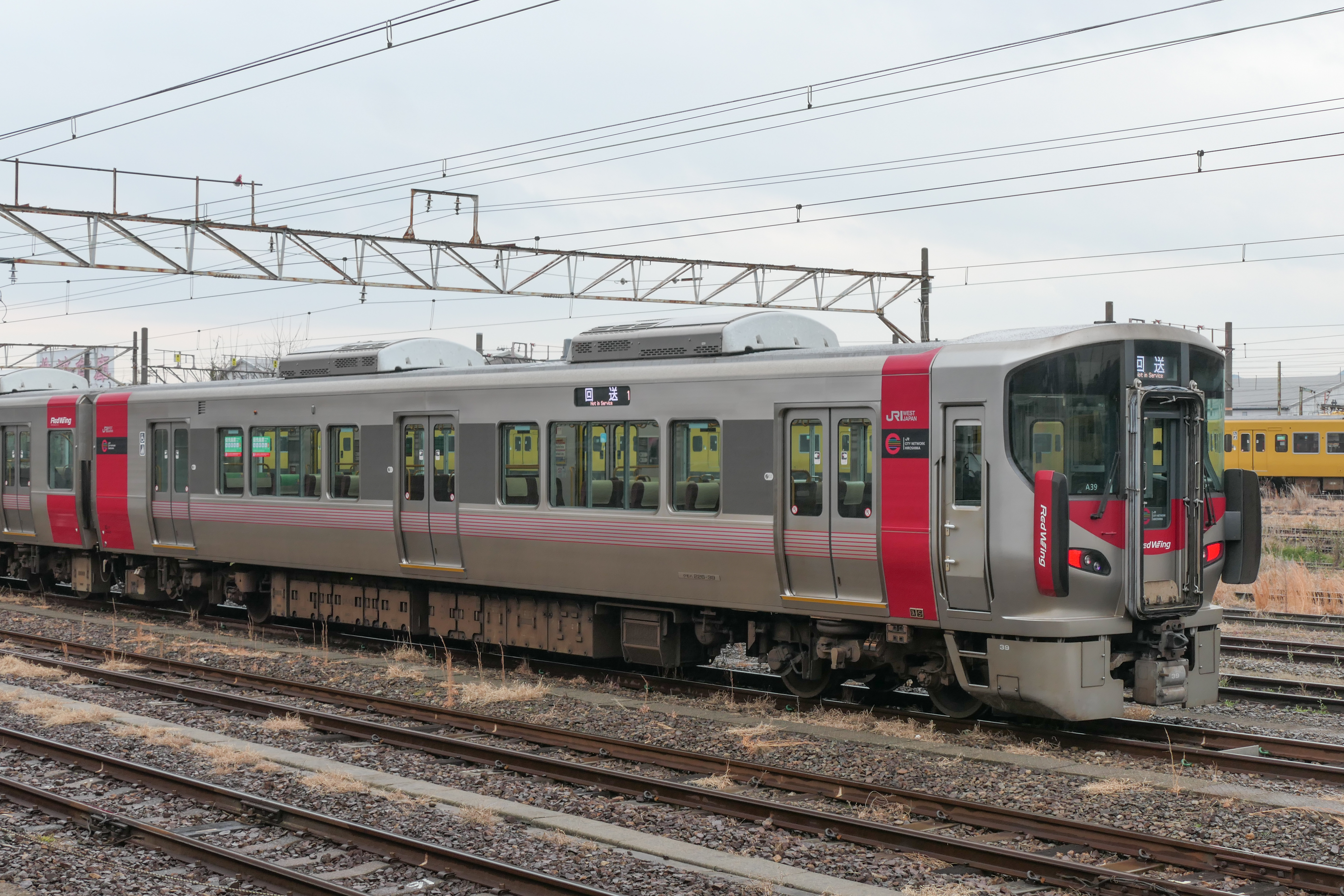
クモハ226形

上り向き制御電動車。前位寄りに運転台、3位寄りに車椅子スペースを備え、車両制御装置、蓄電池、空気圧縮機、集電装置などを搭載する。
- クモハ226形（M'c）

下り向き制御電動車。1位寄りに車椅子スペース、2位寄りに身障者対応トイレ、後位寄りに運転台を備え、車両制御装置、蓄電池などを搭載する。
- モハ226形（M'）

中間電動車。車両制御装置、蓄電池などを搭載する。
- クモハ227形
- モハ226形
- クモハ226形

## 番台別解説

### 0番台
広島地区の113系・115系置き換え用に導入され、2015年（平成27年）3月14日のダイヤ改正から運用を開始した。
広島地区の在来線に新型電車が投入されるのは国鉄分割民営化以降初めてで、国鉄時代から通算しても、ひろしまシティ電車用として1982年（昭和57年）に投入された115系3000番台以来32年ぶりとなった。
2両編成と3両編成があり、この2タイプの編成を増解結することで最大8両まで編成を自在に構成し、旅客の需要に柔軟に対応できる。原則として従来形式との併結運用は行わない。また、2両編成用・3両編成用で番台区分等は行われず、3両編成用は1 - 64、2両編成用は65 - 106の車番が割り当てられ、同番同士で編成が組まれる。
2015年（平成27年）3月6日には、新型車両が次世代の広島近郊の公共輸送を支える翼的な役割を担うこと、前面に取り付けられている転落防止幌が翼を広げたように見えることから、「未来へ羽ばたく赤い翼」を意味する「Red Wing」（レッドウィング）という愛称が名付けられた。

#### 車体
車体のカラーリングについては、GKデザイン総研広島にデザインの依頼を行い、アーバンネットワークとは違った広島らしいデザインが検討された。その結果、シンボルカラーとして広島県木である「もみじ」や広島東洋カープ、厳島神社大鳥居にちなみ、親しみやすさを感じさせる赤を採用。カラーリングの配置もアーバンネットワークで見られる横帯主体ではなく、車体端部に縦方向の赤太線を配すことで、2・3両が基本となる編成の短さを強調した。側窓下には赤細帯を配している。また、前面貫通扉と側面車端部には「JRシティネットワーク広島」のロゴと新たに制定された愛称「Red Wing」のロゴマークが張り付けられている。
外面の行先表示・列車種別表示には新たにフルカラーLEDを採用し、側面は従来分けられていた列車種別と行先の表示を一体化させている。路線記号・ラインカラー表記にも対応しており、広島地区と福山 - 糸崎間の路線記号・ラインカラーに対応させた表示を行っている。2016年（平成28年）の広島東洋カープのリーグ優勝時には、優勝記念として優勝決定翌日の9月11日から1週間の期間限定で、普通列車に限り列車種別表示部分に球団マスコットの「カープ坊や」のLED表示が行われている。これは特別に設定したものではなく、元々「カープ坊や」表示の設定が用意されていたといい、優勝を機に初めて表示をすることになった。なお、2016年（平成28年）は日本シリーズ期間中も表示されたほか、2017年（平成29年）もリーグ優勝決定翌日の9月19日より「カープ坊や」が表示されている。

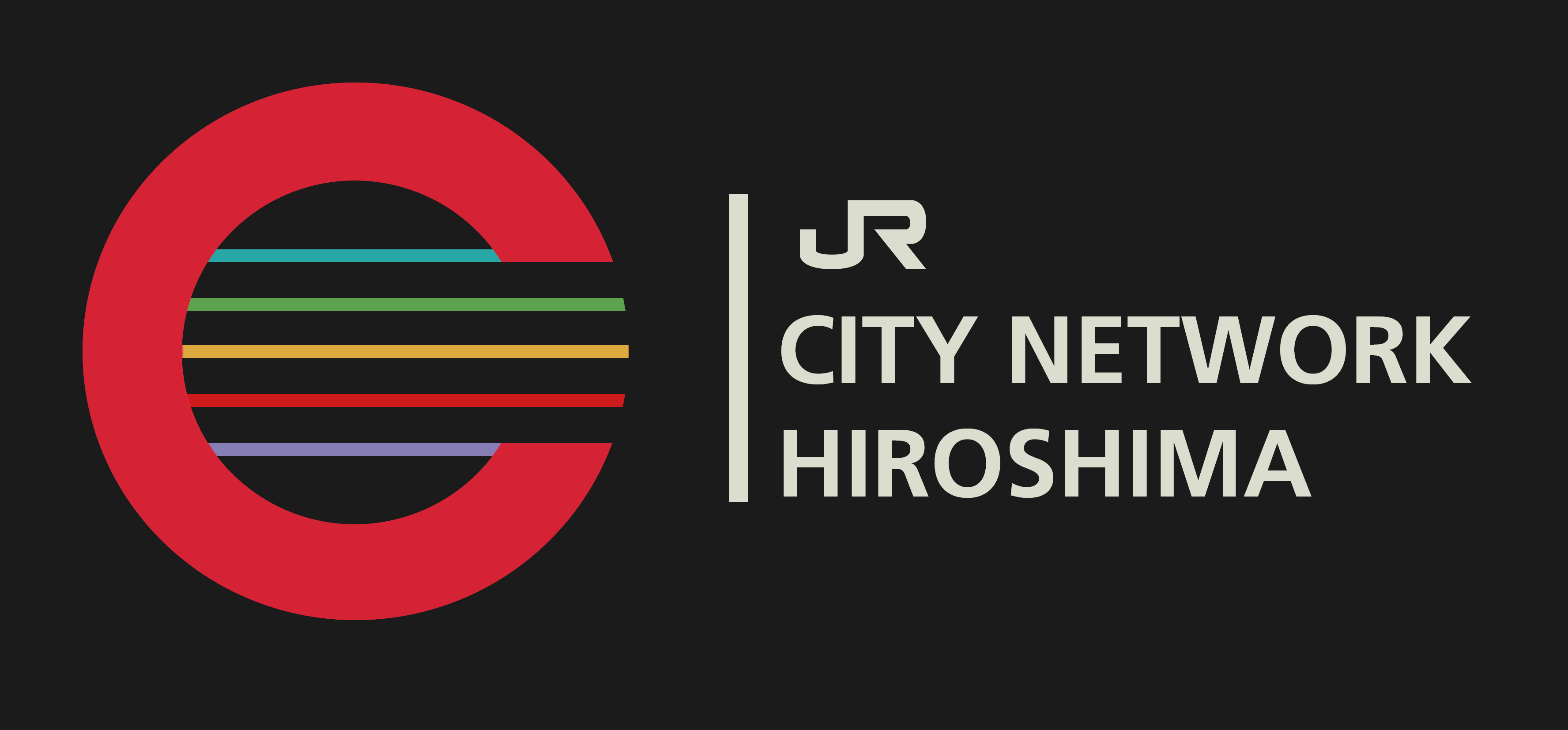
広島シティネットワークのロゴマーク
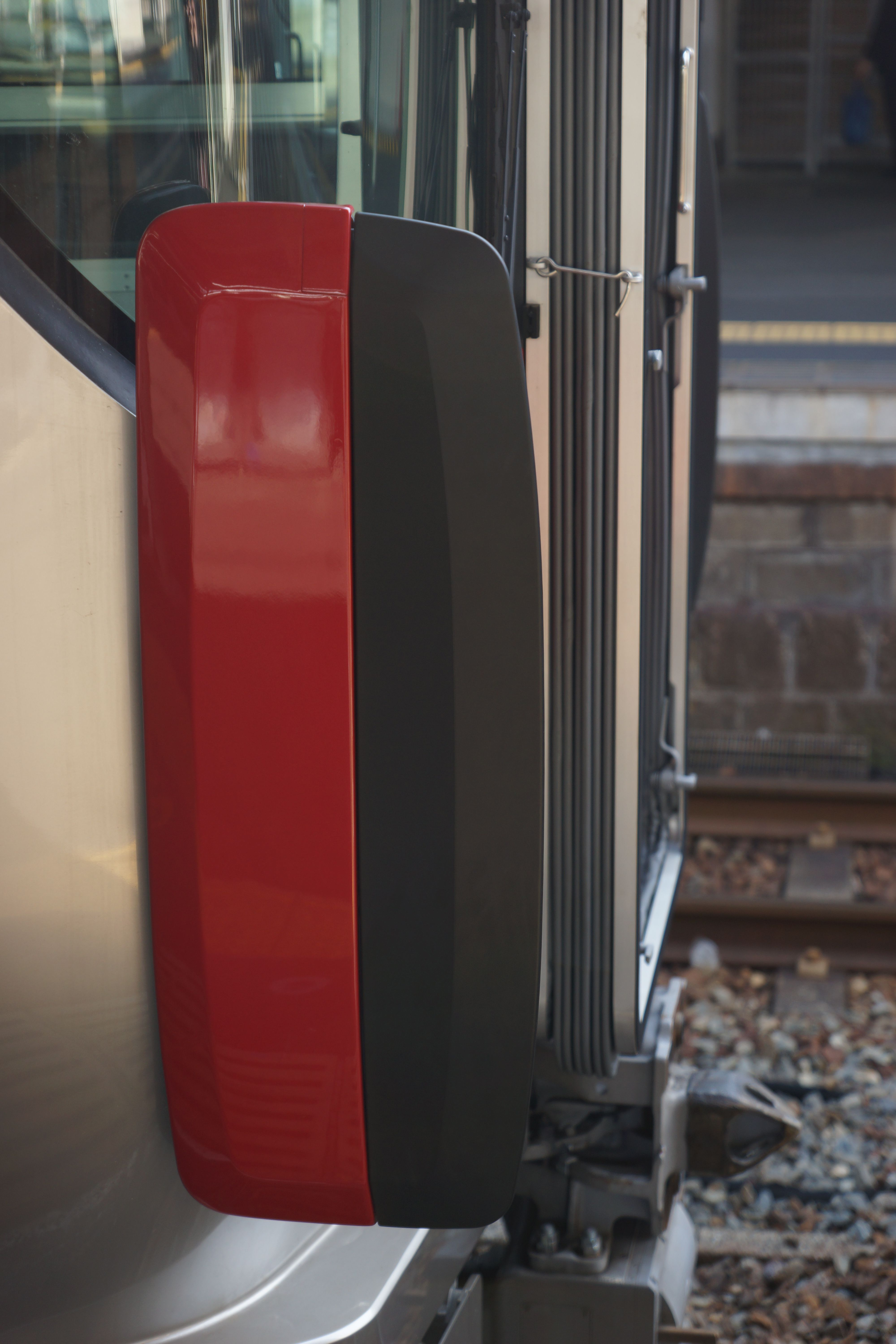
先頭車両同士の連結の場合を考慮した先頭車間転落防止幌
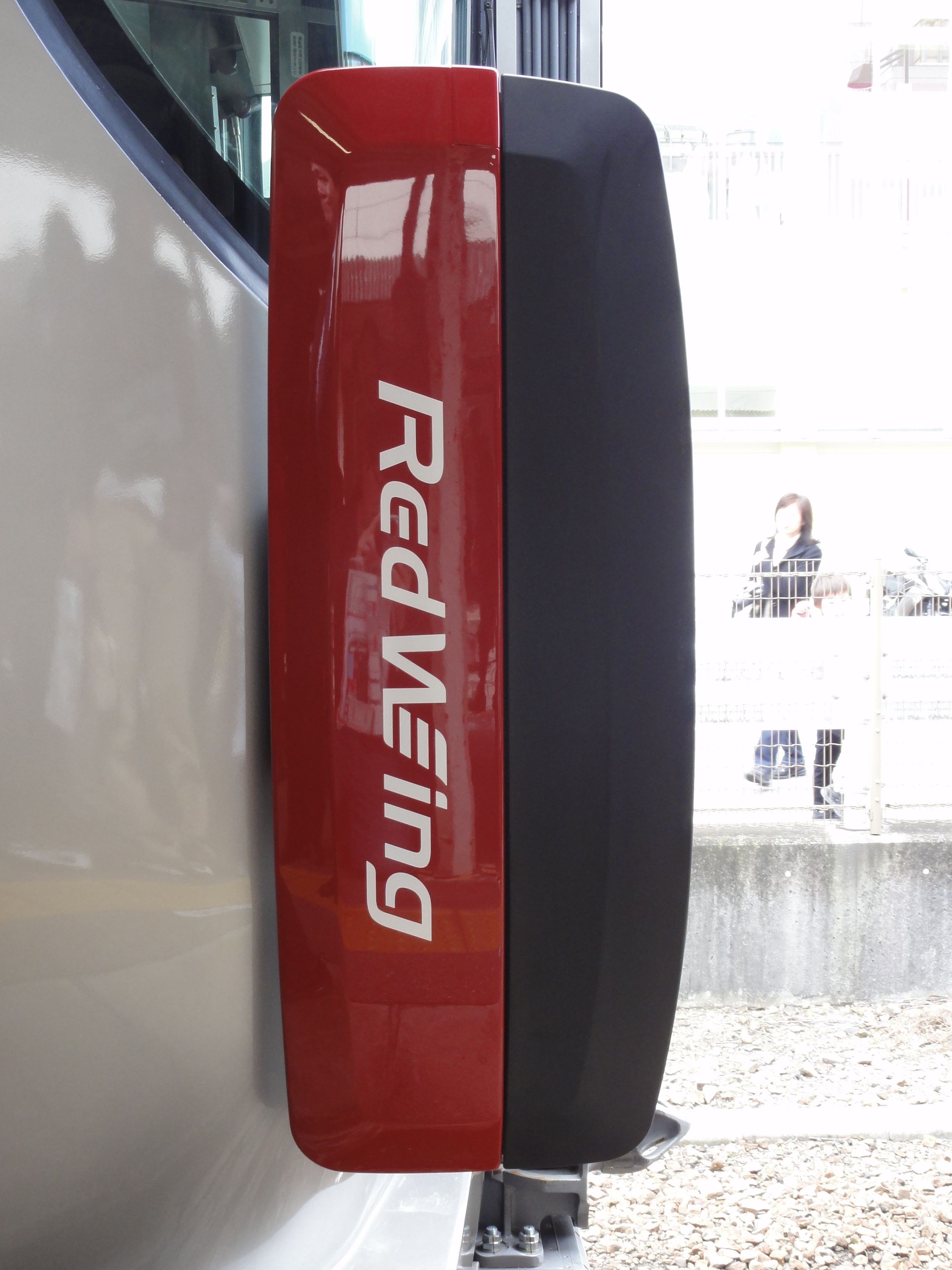
Red Wingのロゴマークが貼り付けられている先頭車間転落防止幌
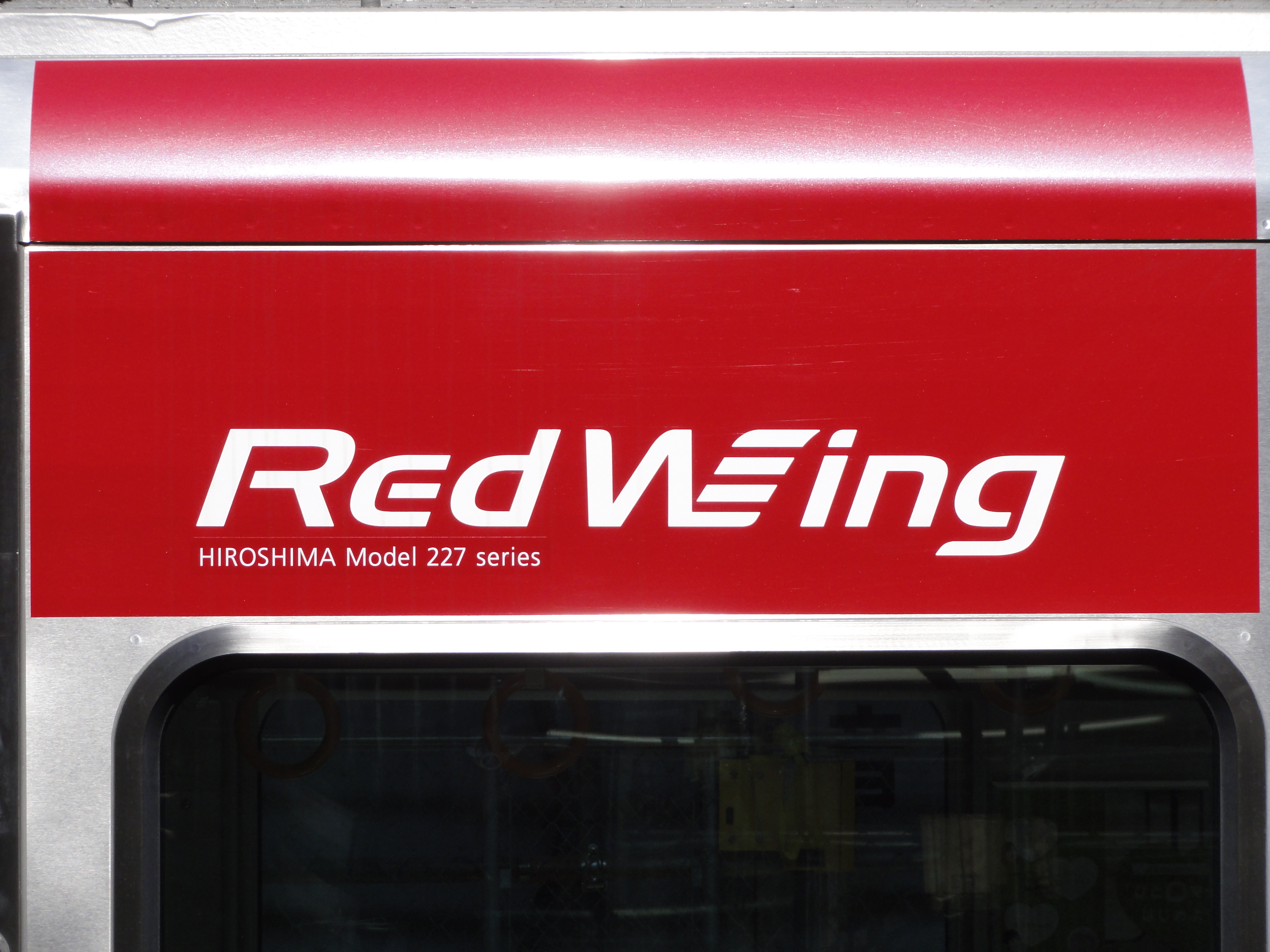
車体側面に貼り付けられているRed Wingのロゴマーク
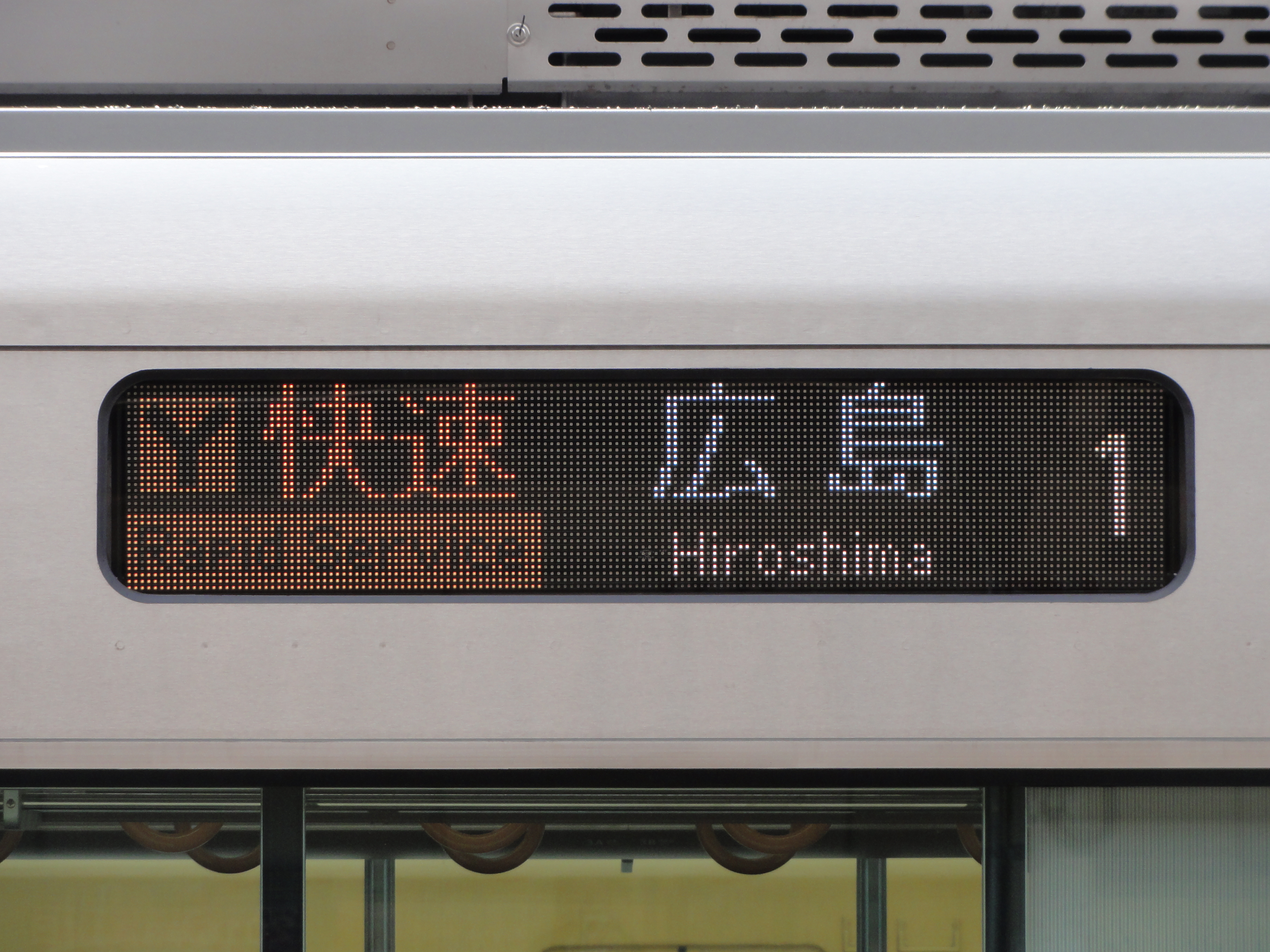
フルカラーLEDを採用することにより、路線記号のカラー表示も可能[注 9]。
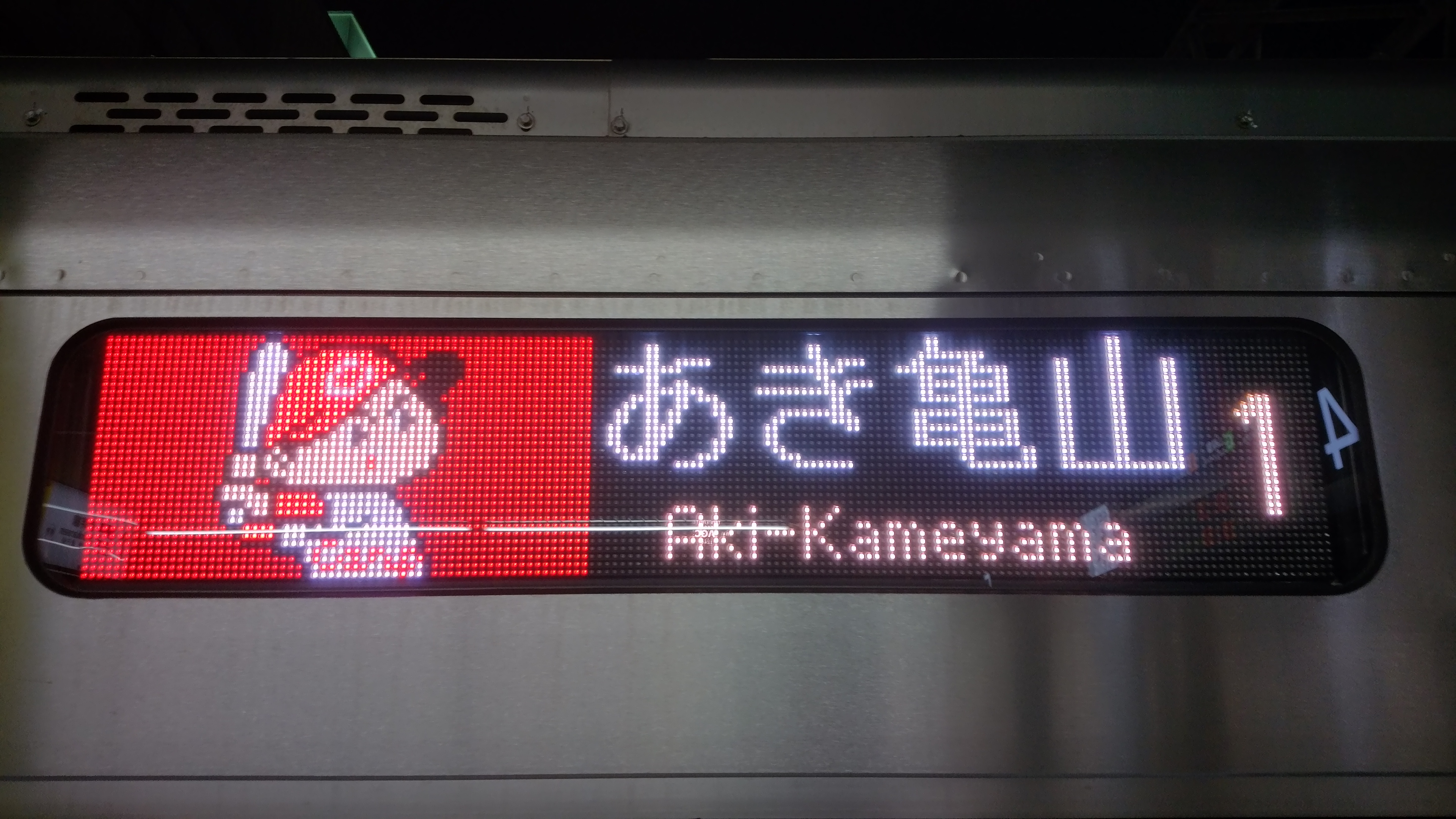
「あき亀山」表示（カープ坊やバージョン、広島東洋カープの2017年セントラル・リーグ優勝後）
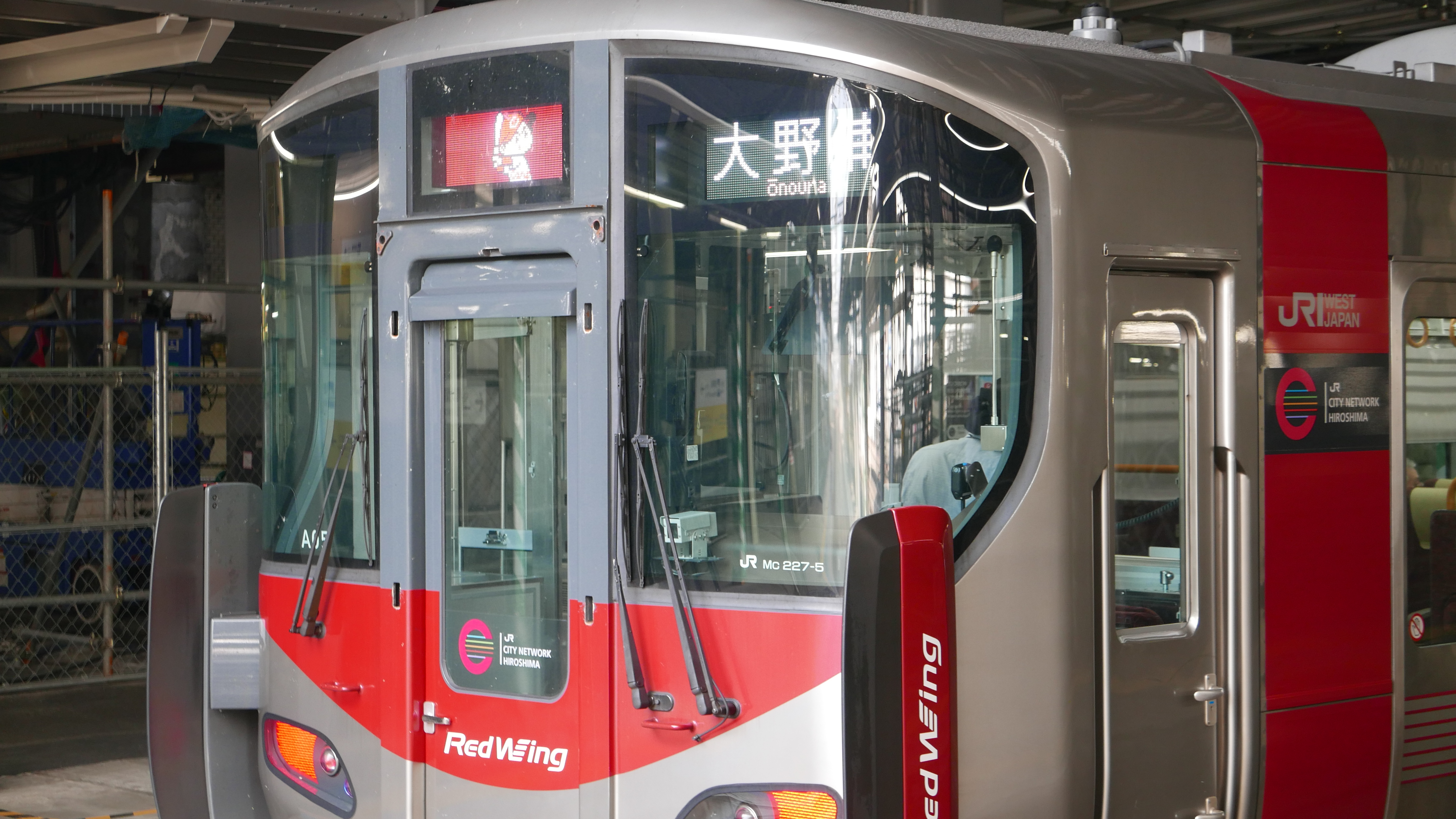
「カープ坊や」前面表示例

#### 車内
基本構造は223系・225系と同じシートピッチ 910 mmの転換クロスシートが扉間に5列（扉横は固定式）、車端部（運転台およびトイレ設置部を除く）にロングシート、出入口付近には収納式の補助席が設置されている。座席のモケットは「広島らしさ」をイメージした赤色を基調としたものを使用している。
車内照明はLEDを採用して省エネルギー化の推進を図った。LEDの光を一旦天井面に均一に照らしてから、その反射により室内を照らす間接照明式とすることで、LED照明特有のぎらつきや影を低減させている。
つり革や手すりは大型化され、緊急時につかまりやすく考慮されており、オレンジ色に変更されている。一般座席は1,700mm、優先席付近等は1,624mm、ドア付近やフリースペース付近は1,800mmとそれぞれ高さに設定されている。また、手すりの端部を曲線化することにより、乗客が手すりに衝突した時でも衝撃力が集中しないように配慮されている。
高齢者、障害者等の移動等の円滑化の促進に関する法律（バリアフリー新法）の施行により、車椅子スペースを先頭車（編成で2箇所）に設置するほか、クモハ226形に設けられるトイレは車椅子対応の大型洋式トイレとなった。客用ドアの室内側には黄色のラインを追加し、鴨居部には扉開閉予告灯を2灯設置している。ドアエンジンは直動空気式である WTK131 を採用し、新たに開発された戸締め力弱め機能および戸挟み検知機構を備える。ドアチャイムは223系・225系と同じものだが、本系列は半自動時にもドアチャイムが鳴るようになっている。
225系で採用されたWESTビジョンは本形式では導入されておらず、223系1000番台以降と同様のLEDを使用した車内案内表示装置が、乗降扉の上に1両あたり3箇所の千鳥状に配置されている。
ワンマン運転時の入口・出口を表示する出入口表示器は準備工事とされている。

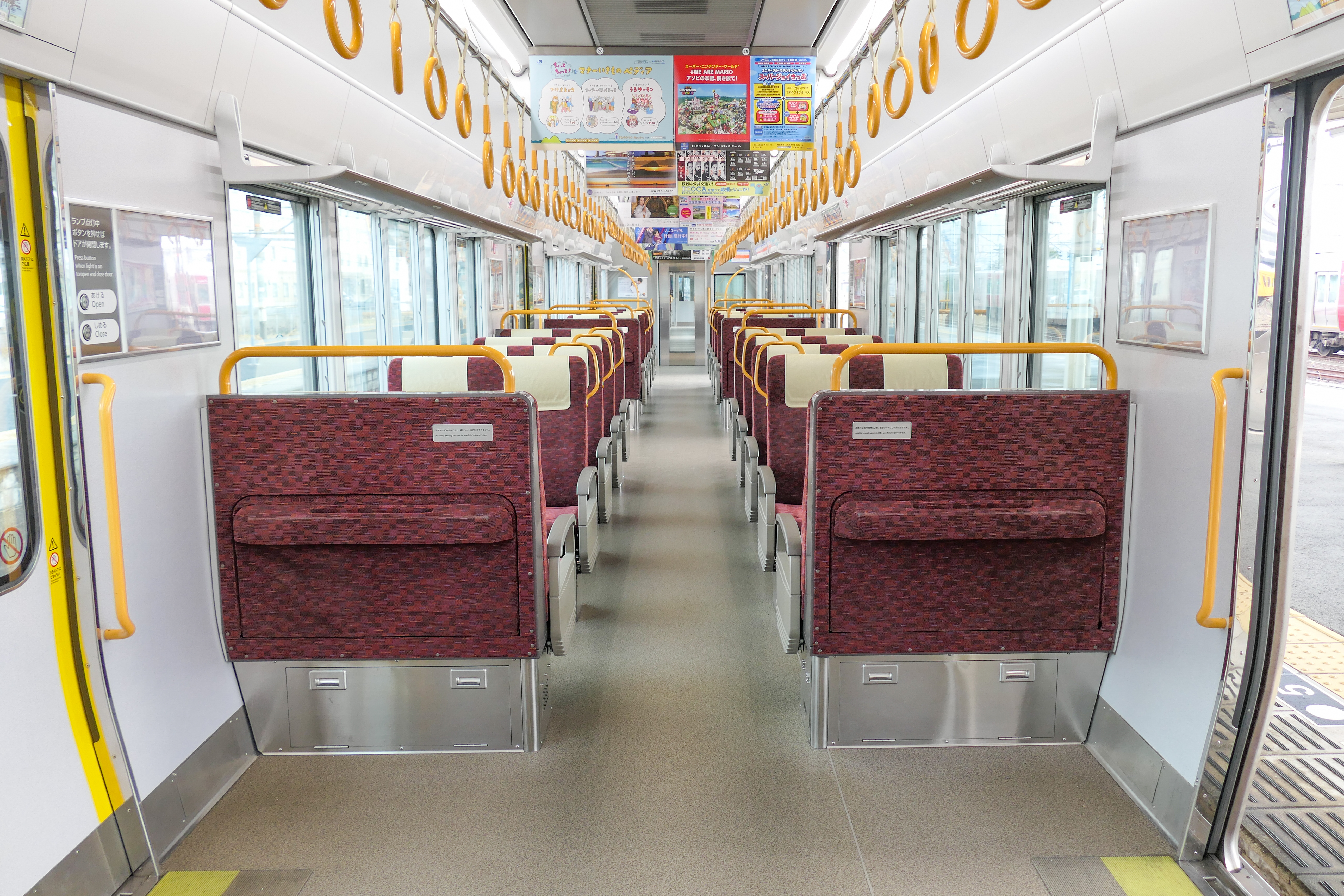
車内
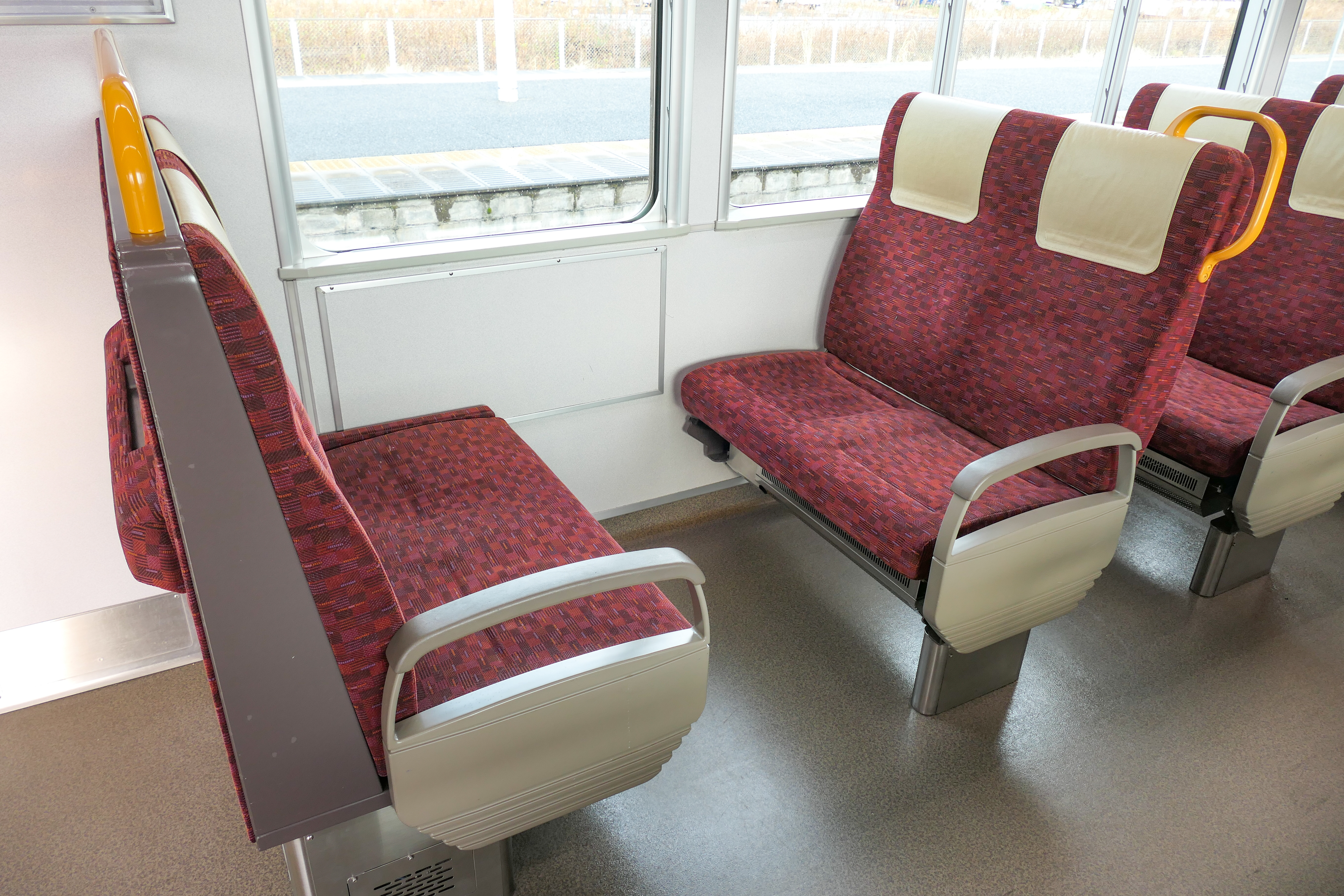
「広島らしさ」をイメージした赤色を基調としたモケットの転換クロスシート
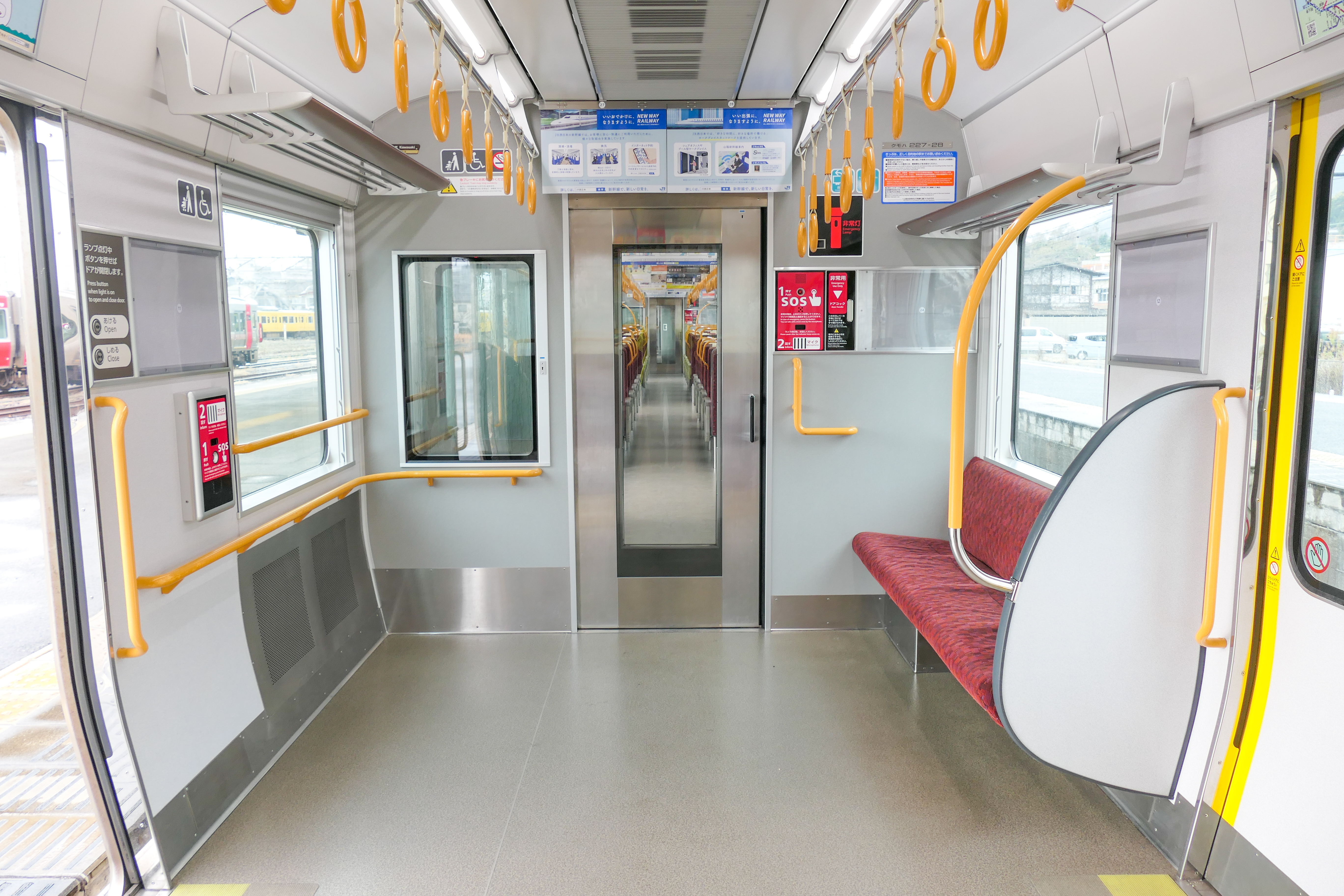
クモハ227形の下関方に設けられた車椅子スペース。 反対側にはロングシートが装備されている。
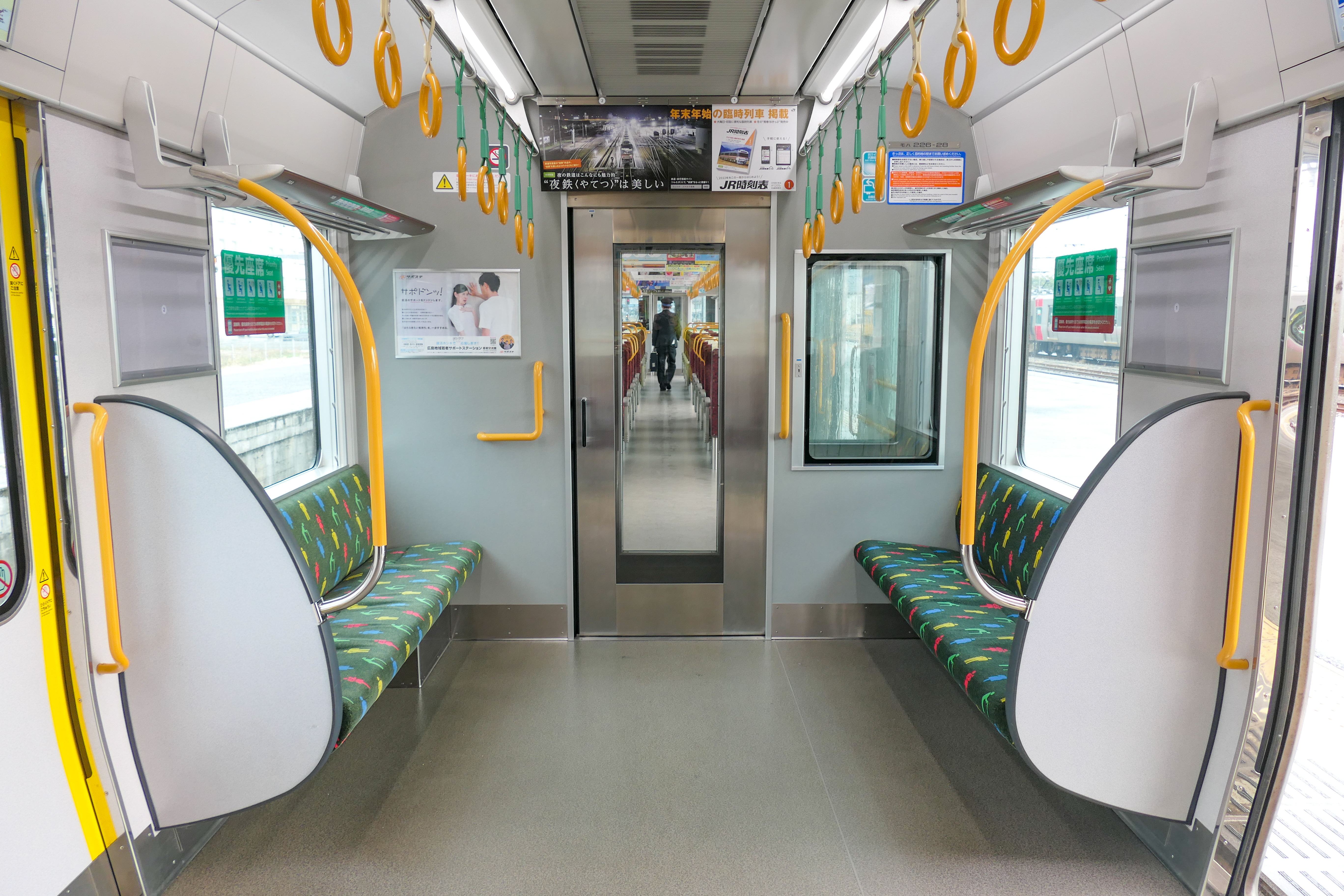
優先座席
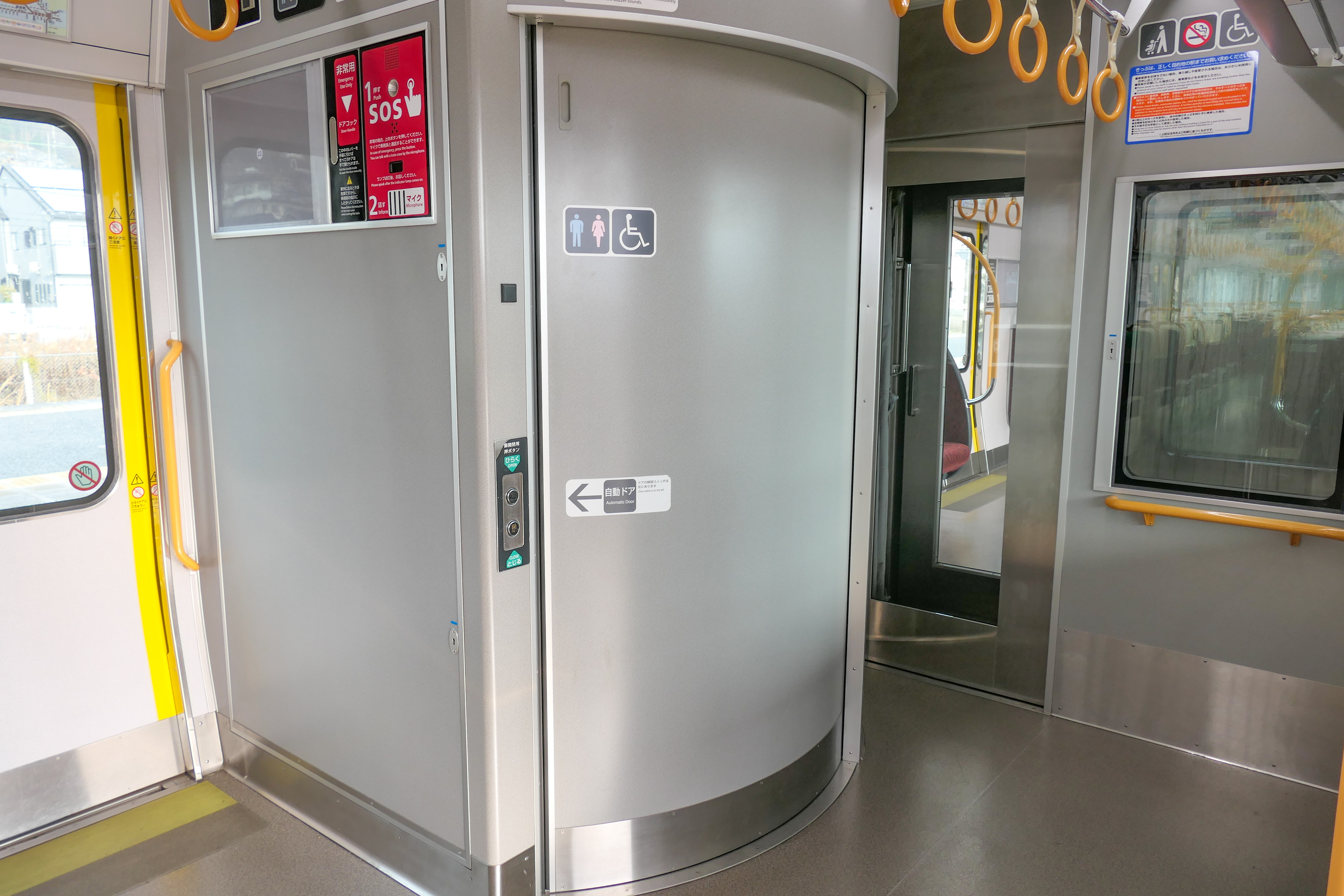
多機能トイレ
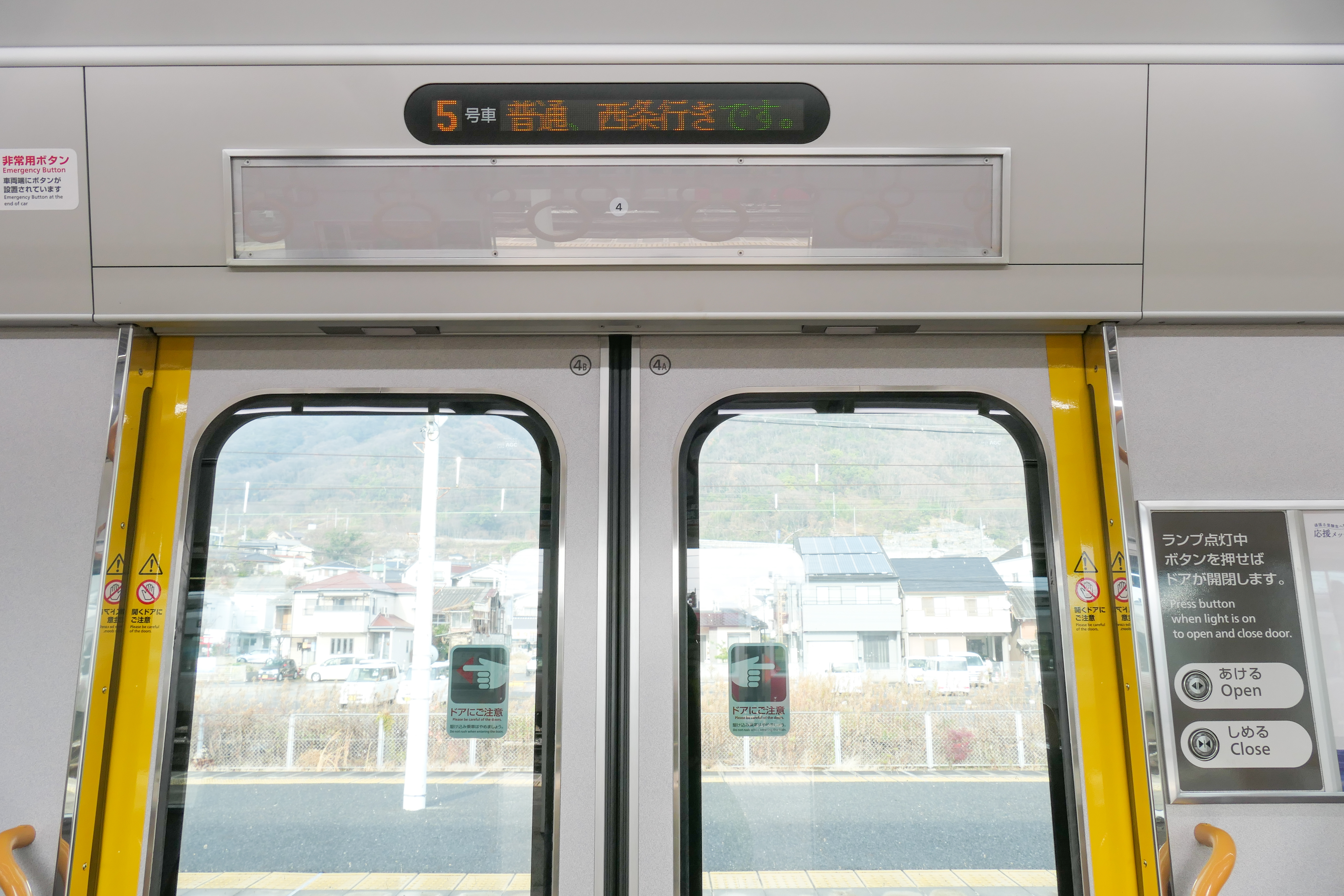
ドア上に設置された車内案内表示装置
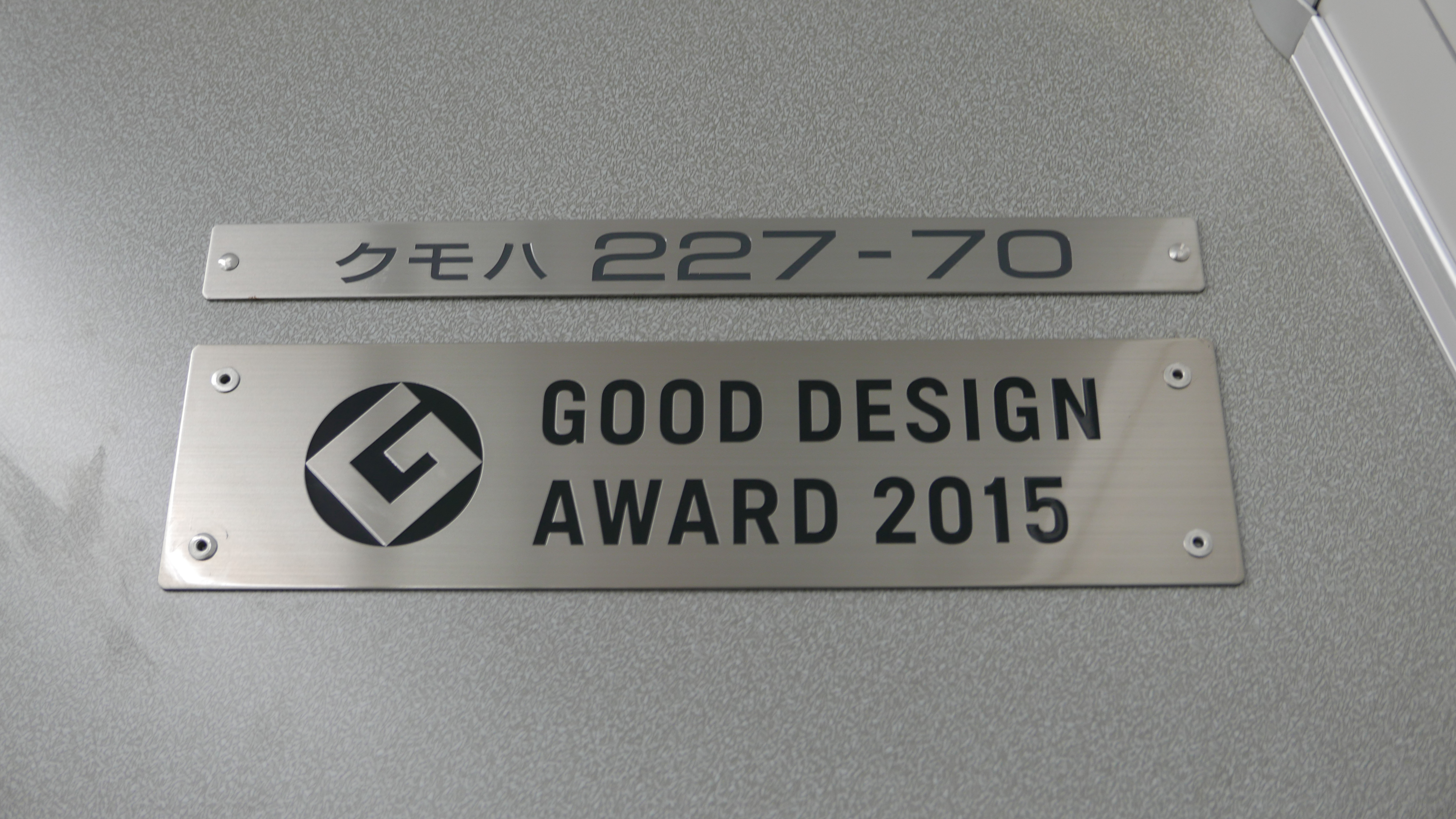
車内に掲出されているグッドデザイン賞受賞のプレート

| ← 福山新山口・あき亀山 → | ← 福山新山口・あき亀山 → | ← 福山新山口・あき亀山 → | ← 福山新山口・あき亀山 → | ← 福山新山口・あき亀山 → |
| ------------------------ | ------------------------ | ------------------------ | ------------------------ | ------------------------ |
| A編成                    | 形式                     | ＞ クモハ227 -#0 （Mc）  | モハ226 -#0 （M'）       | クモハ226 -#0 （M'c）    |
| A編成                    | 搭載機器                 | Cont・CP                 | Cont                     | Cont                     |
| A編成                    | 車両重量                 | 40.2 t                   | 37.1 t                   | 40.5 t 40.6 t            |
| S編成                    | 形式                     | ＞ クモハ227 -#0 （Mc）  | クモハ226 -#0 （M'c）    |                          |
| S編成                    | 搭載機器                 | Cont・CP                 | Cont                     |                          |
| S編成                    | 車両重量                 | 40.2 t                   | 40.5 t 40.6 t            |                          |

凡例
- Cont：車両制御装置
- CP：空気圧縮機

### 1000番台
和歌山線・桜井線（万葉まほろば線）と紀勢線（きのくに線）の一部で運用している105系・117系の置換を目的として導入され、2019年（平成31年）3月16日から運転を開始した。2019年（令和元年）9月末までに2両編成×28本、2020年（令和2年）6月までに2両編成×6本（68両）が増備された。

#### 車体
カラーリングは近畿エリアの車両デザインを継承し、奈良と和歌山エリアに共通する文化・歴史・自然の奥深さを表現した緑色が配されている。塗色以外の外観は基本番台（0番台）とほぼ同一だが、前照灯とフォグランプがHIDからLEDに変更されている。
側面方向幕には2019年（令和元年）12月16日から12月25日までの期間限定で、クリスマスツリーの表示を行なっていたほか、和歌山線の起点駅の所在地である王寺町のキャラクター「雪丸」も表示することが可能である。
編成記号は以下の3通りである。
- SD編成：霜取り用第2パンタグラフ装備・セラミック噴射装置非装備[26]
- SR編成：霜取り用第2パンタグラフ・セラミック噴射装置ともに非装備[RF 5]
- SS編成：霜取り用第2パンタグラフ非装備・セラミック噴射装置装備

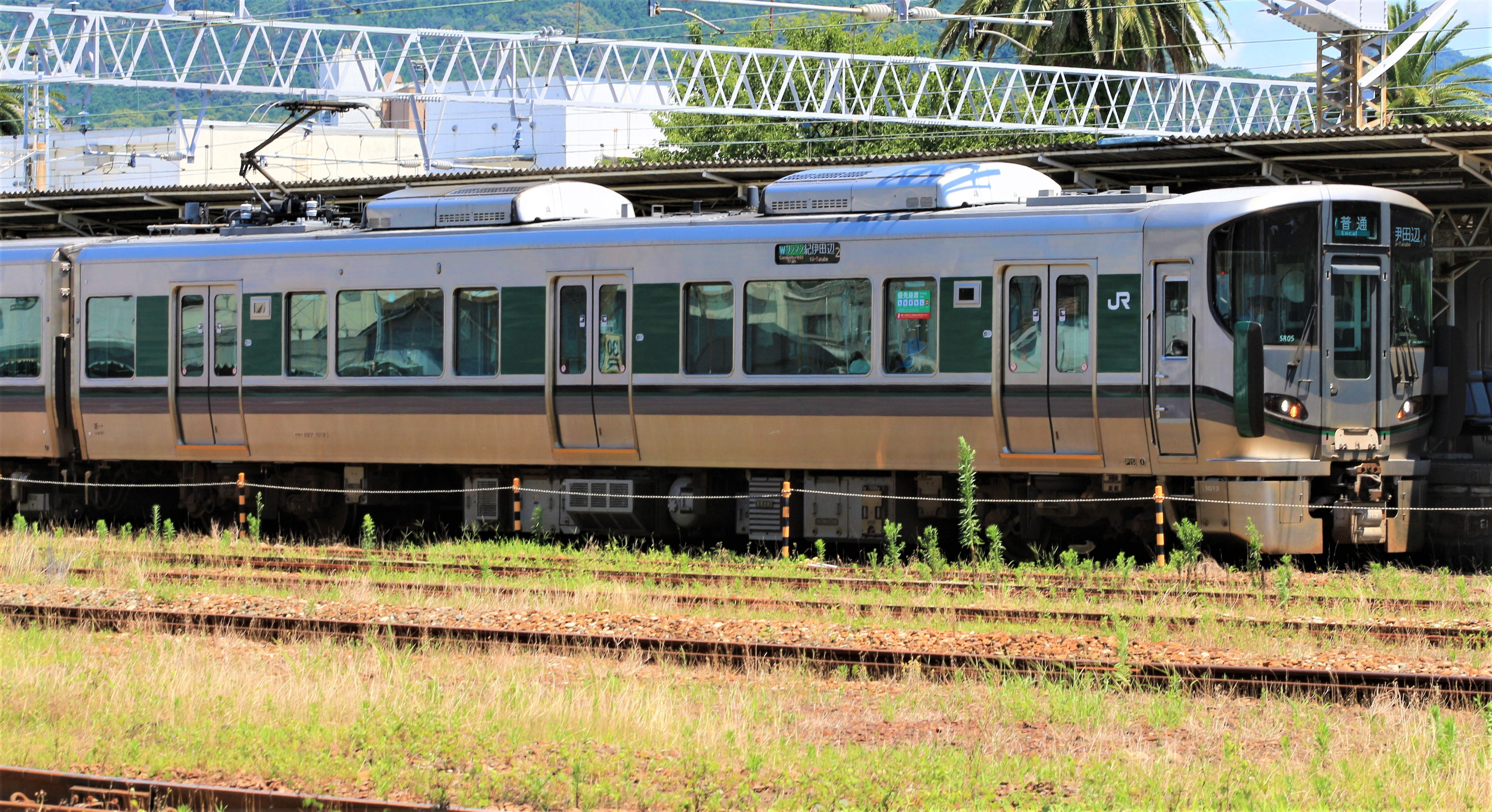
クモハ227形1000番台
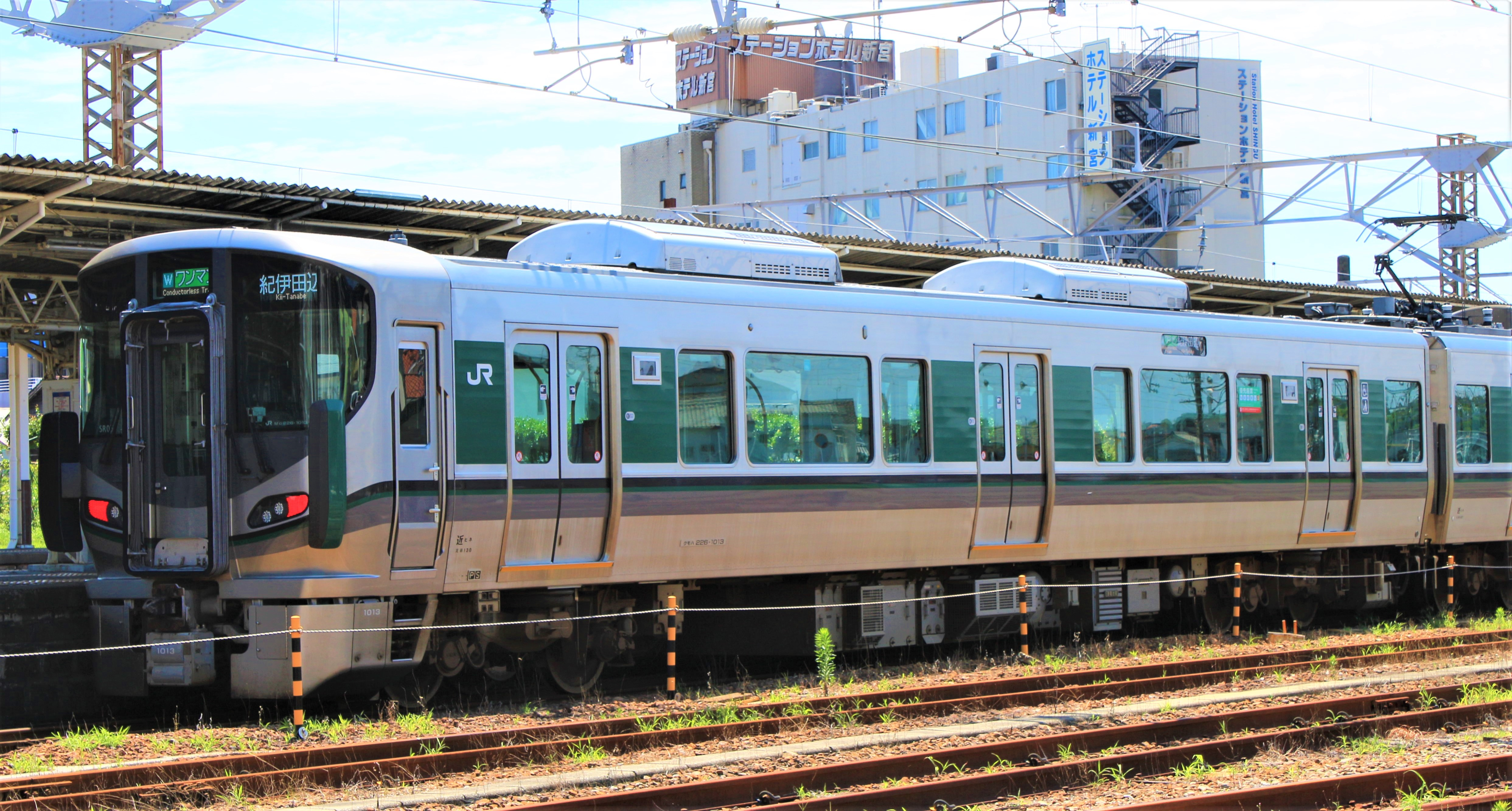
クモハ226形1000番台

#### 主要機器
車両制御装置の主回路部で使用される半導体素子は、0番台のSi-IGBT素子に代わり、323系と同様のSiC-MOSFET素子となった。主電動機も高効率、省メンテナンス、低騒音の全閉式かご形三相誘導電動機（出力220 kW）に変更された。このため、基本番台に存在した主電動機の冷却風取り込み口が省略されている。
1000番台は2023年（令和5年）度に和歌山線で導入予定だった移動閉塞「車上主体列車制御システム」に対応しており、無線式ATCの車上装置が搭載されることになっていたが、2022年（令和4年）2月18日に現行の計画を見直し、新しい技術を取り入れた無線による保安システムの導入を目指すことになった。

#### 車内
車内は0番台と異なり、ラッシュ時等の利用状況を考慮して323系と同様のロングシートとなっている。編成あたりの定員は267人。
車内収受形ワンマン運転に対応しており、運転席後方に運賃箱と運賃表示用LCDパネルが、客室中間に客室状況確認用カメラが設置されている。さらに、ICOCA対応の車載型IC改札機が設置され、全扉横に入場（乗車用）用IC改札機、運転席寄り扉横に現金収受対応のための整理券発行機、運転台背面と運賃箱に出場（降車）用IC改札機をそれぞれ設置している。
このほか、南海トラフ巨大地震による津波被害が想定されているきのくに線でも運用されるため、225系5100番台等に設置された津波避難用はしごや非常灯などが装備される。各車両の前部と後部には客室状況確認カメラが設置されており、編成全体で計4ヵ所すべてのカメラの映像を、運転台に設置されているモニターで確認することができる（ただし、録画はされない）。

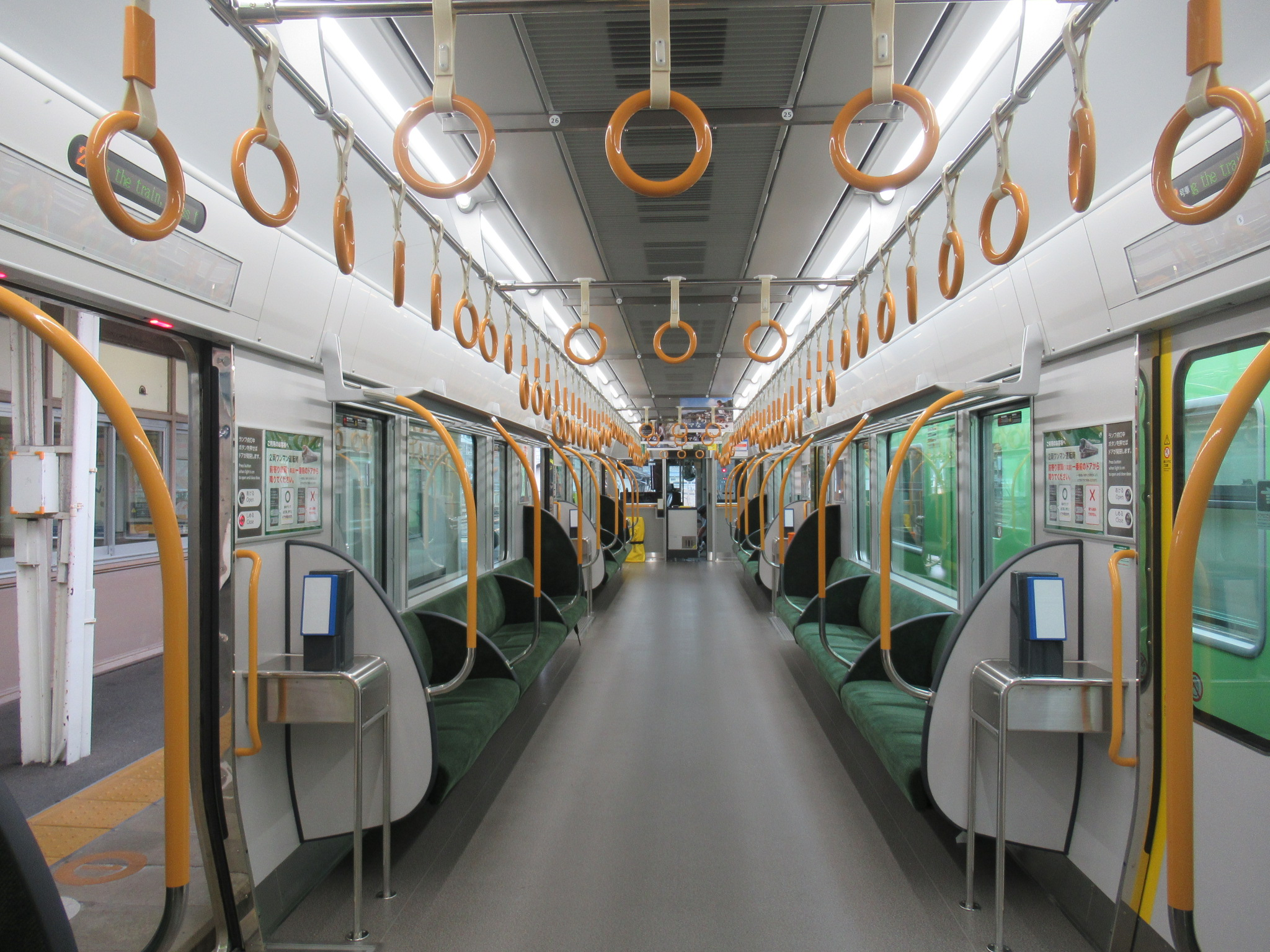
車内
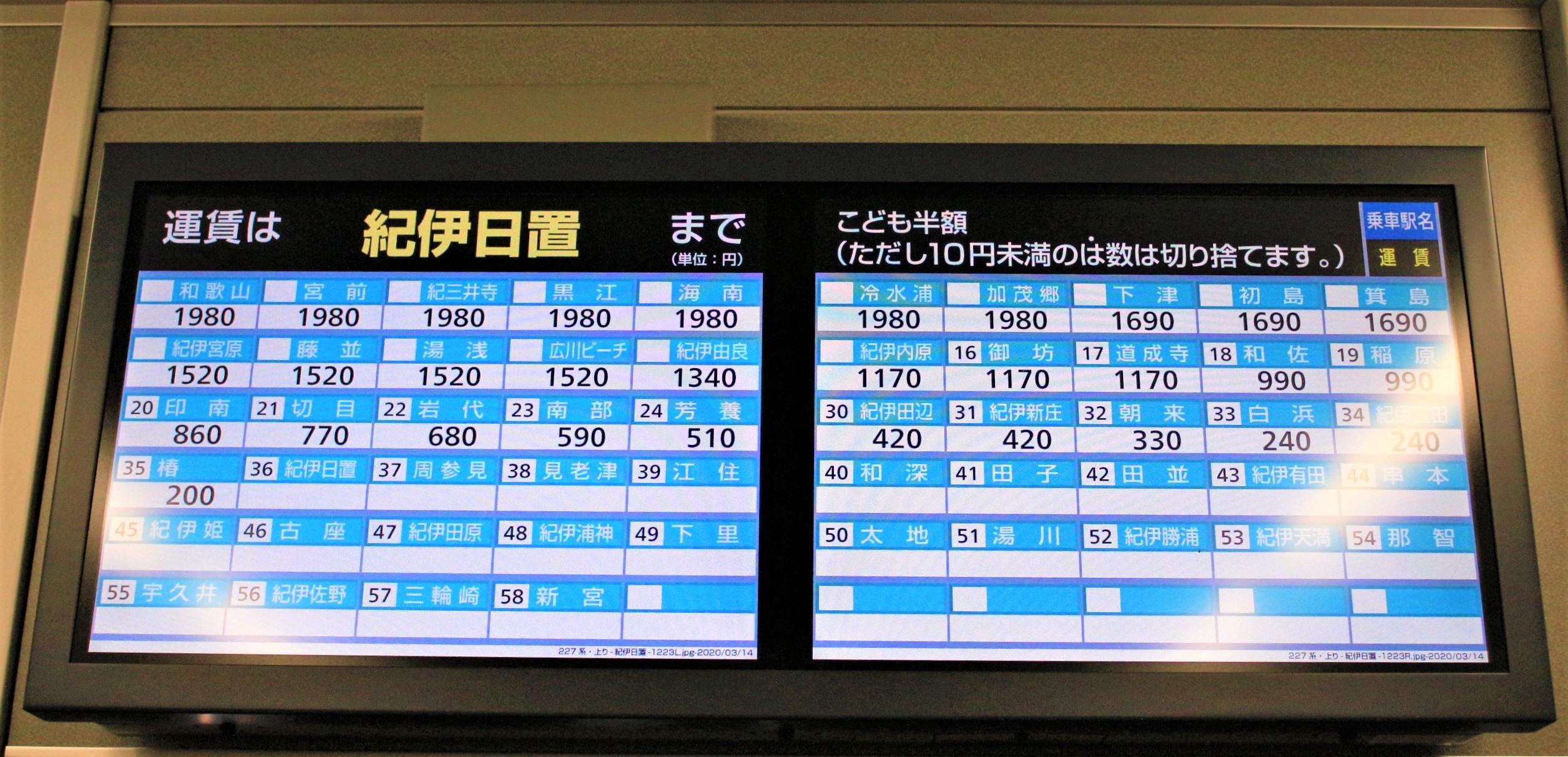
運賃表示用LCDパネル
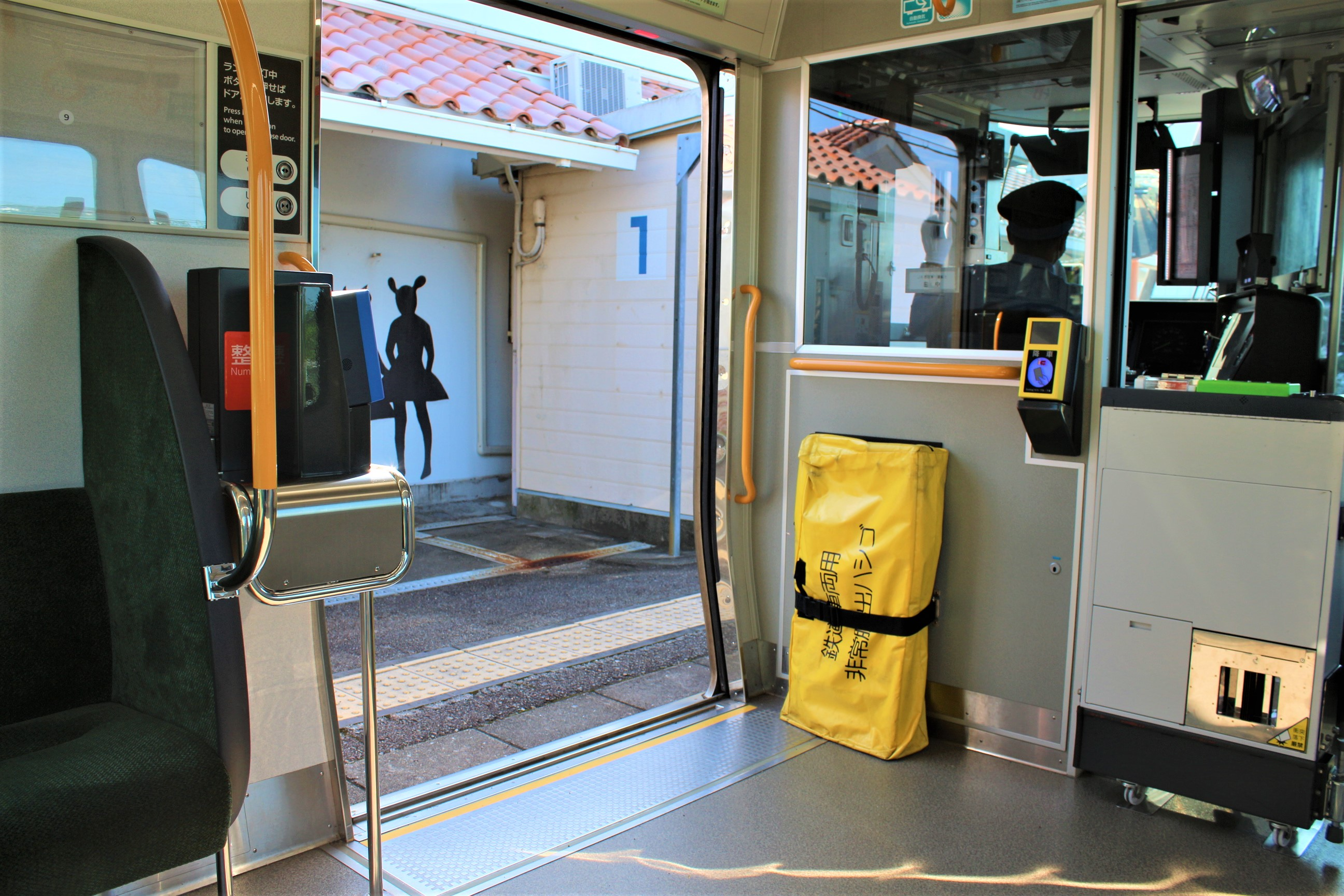
車載型IC改札機（乗車用:左・降車用：右）運賃箱
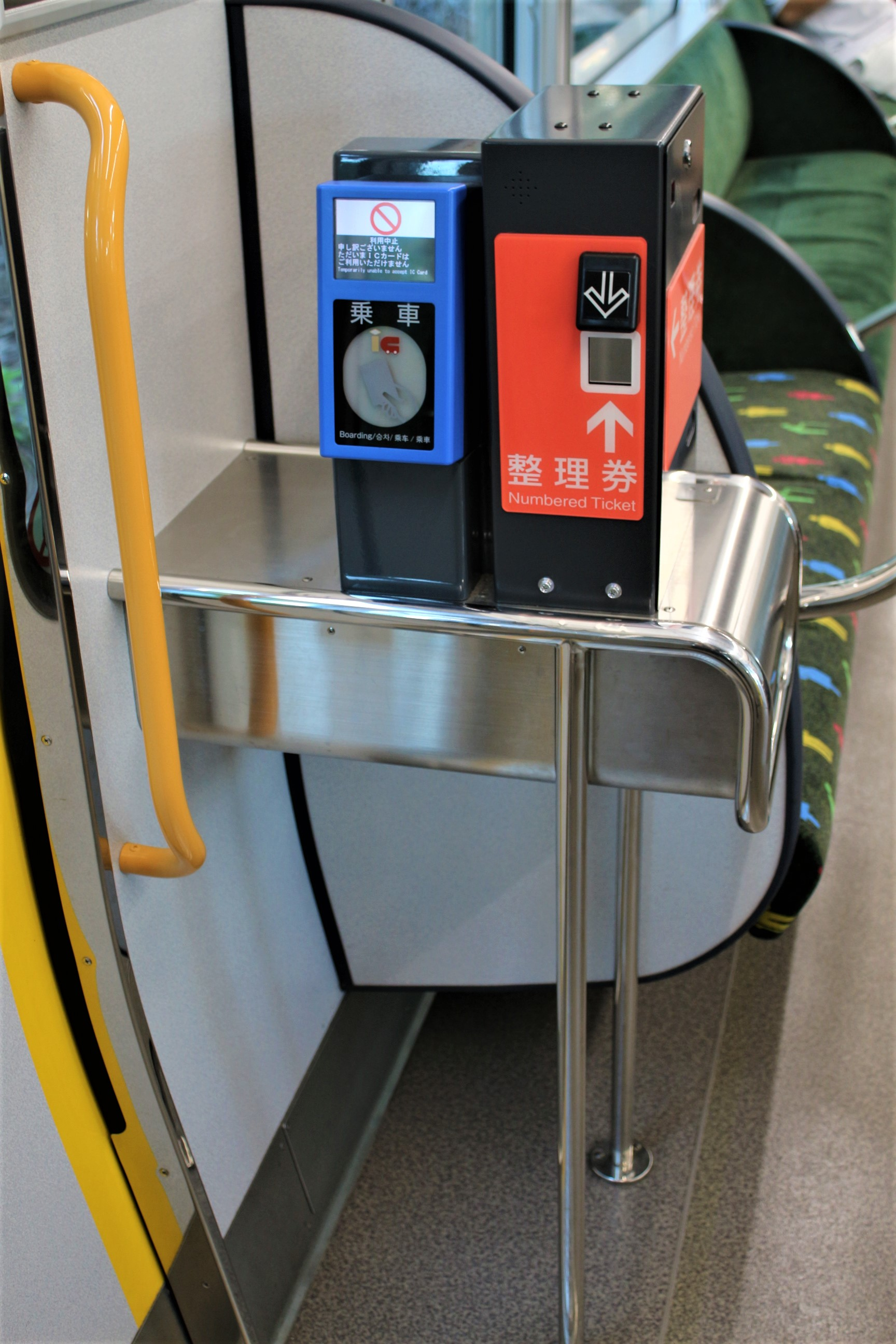
車載型IC改札機（乗車用）整理券発行機
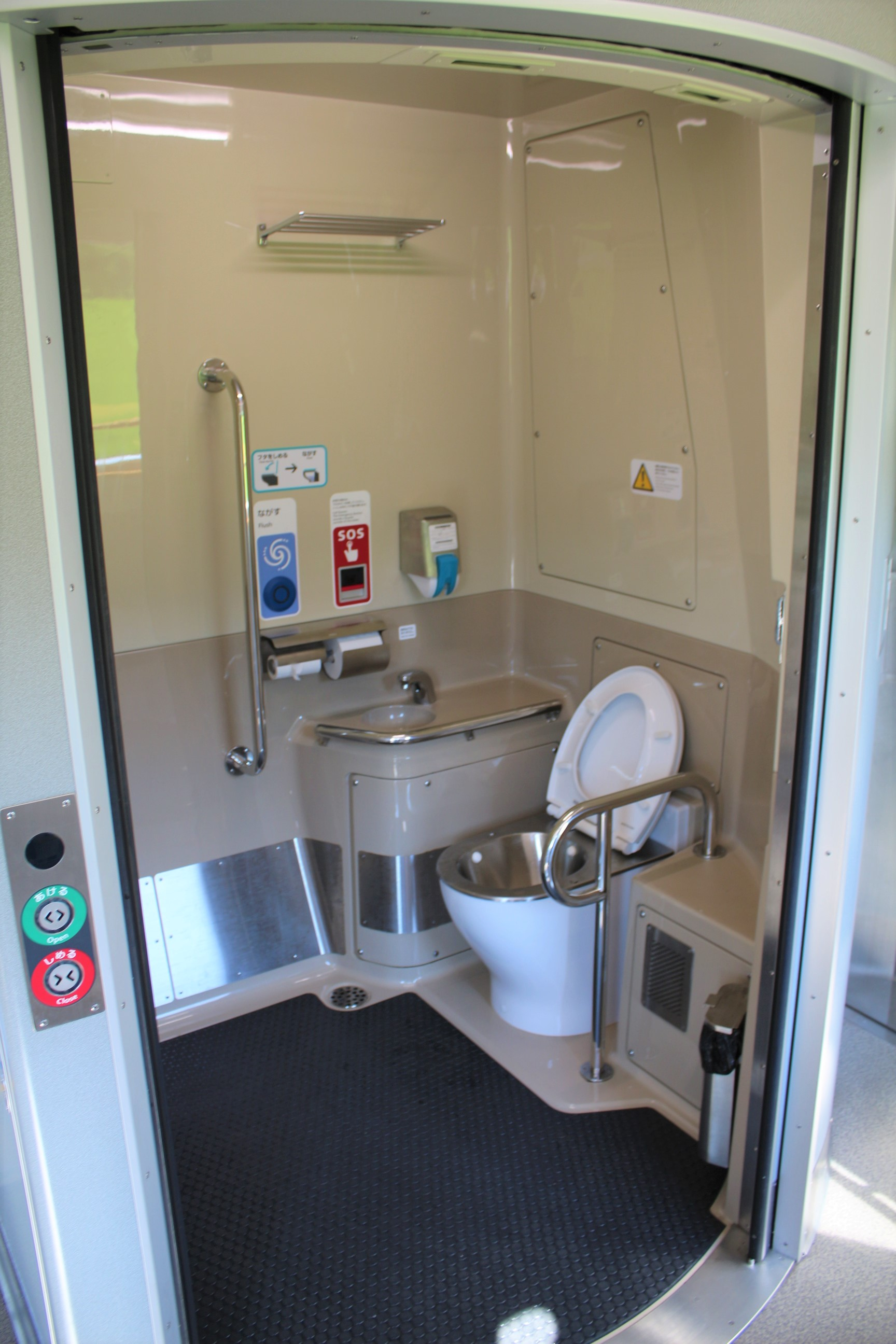
トイレ
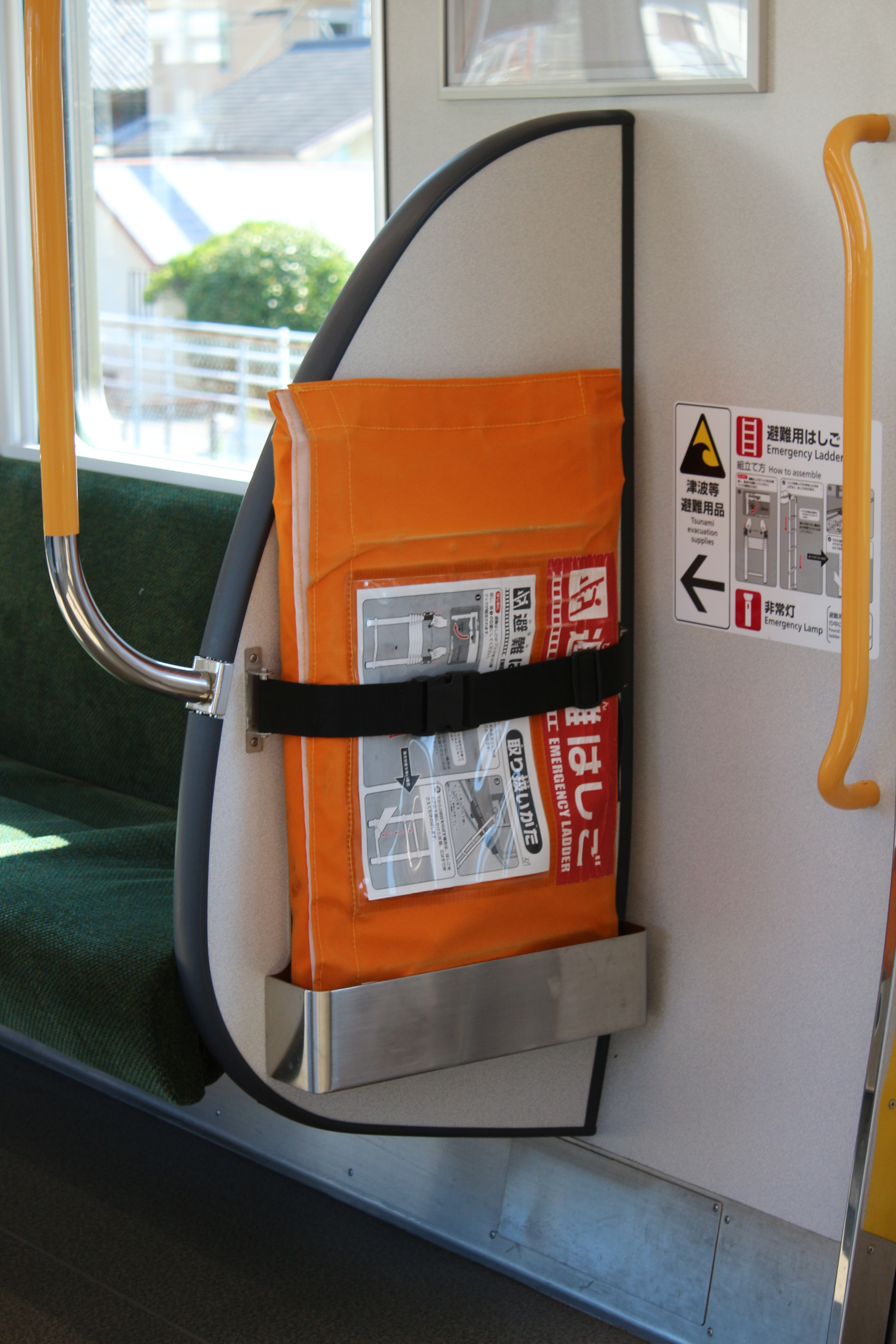
津波避難用はしご

### 500番台
2021年（令和3年）11月18日、JR西日本は岡山・備後エリア向けに「227系近郊形直流電車をベースとした新型車両」を導入すると発表した。このプレスリリースが発表された時点では、投入される新型車両が227系そのものか否かが不明であったが、2022年（令和4年）5月10日に新型車両のデザインが公表され、227系として投入されることが発表された。岡山地区に普通・快速列車用の新型車両が投入されるのは、2003年（平成15年）に瀬戸大橋線「マリンライナー」向けに投入された223系5000番台以来20年ぶり。
広島地区向けの0番台と同じくGKデザイン総研広島がデザインを担当し、「豊穏の彩（ほうおんのいろどり）」をコンセプトとして、岡山の桃・福山のバラ・尾道の桜など沿線の題材をイメージさせたピンクのシンボルカラーをまとう。車体側面端部の桃色の中にあるクリーム色・オレンジ色・茶色のアクセントは過去に運行されていた117系快速サンライナーのイメージを持たせている。車両の愛称が同年6月16日まで公募され、2023年（令和5年）1月30日に「デザインコンセプトにふさわしく、親しみをもって呼びやすい」愛称として「Urara（うらら）」に決定したことが公表され、あわせてシンボルマークも発表された。また、岡山・福山エリアの路線のラインカラーを使用した「JR CITY NETWORK OKAYAMA」のロゴマークも正面と側面に描かれている。

#### 車内
0番台の仕様を踏襲した転換クロスシートとしつつ、ドア間のクロスシート数を5列から4列に減じてドア付近のスペースを広げて乗降しやすい構造とした。運転台計器盤は0番台と同様に計器類と表示灯を廃し、タッチパネルの液晶モニターに表示するグラスコックピット構造の計器盤設定器を運転台正面に2台と右側そで部に1台を採用する。
トイレでは水洗操作が0番台のタッチセンサーから、1000番台と同様の押しボタンに変更されている。また、自動ドアのピクトグラムの横には1000番台を含む近畿統括本部の車両と同様に禁煙と法令による処罰・列車の緊急停止に関する警告文の表示が追加されている。本形式では汚物処理装置に真空吸引式を採用したため、営業運転開始までに岡山電車支所構内の汚物処理施設の新設工事を行った。

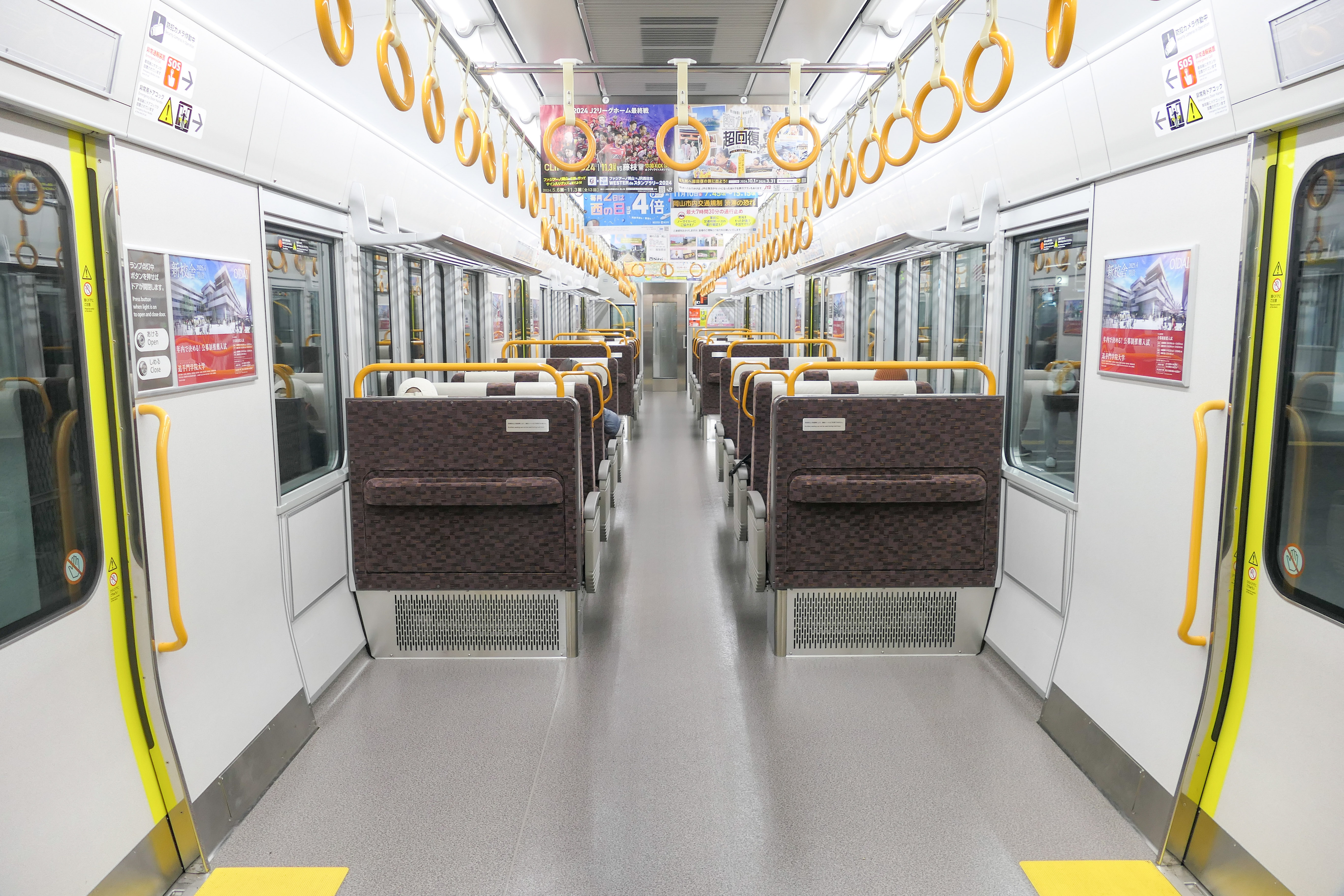
車内
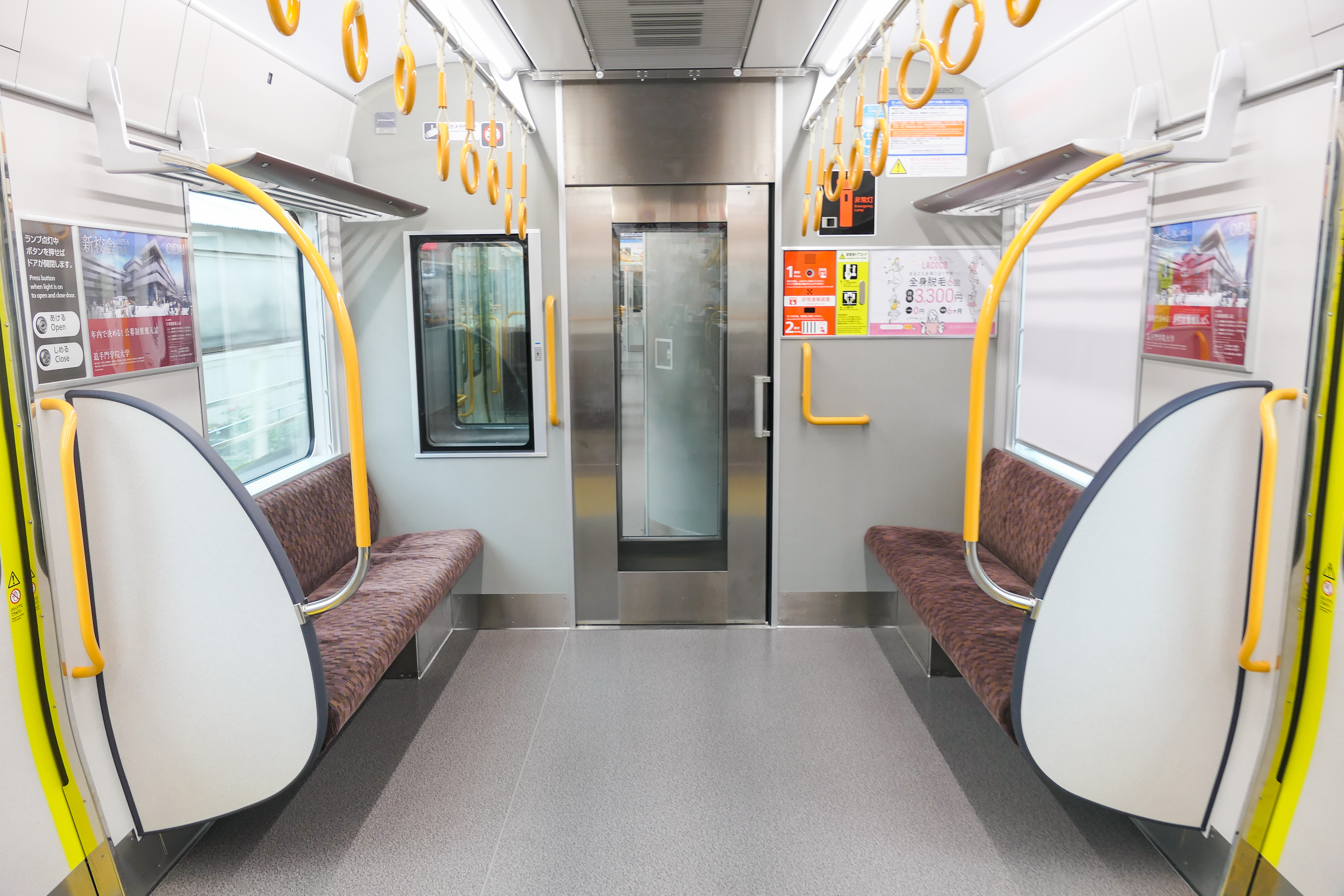
車端部ロングシート
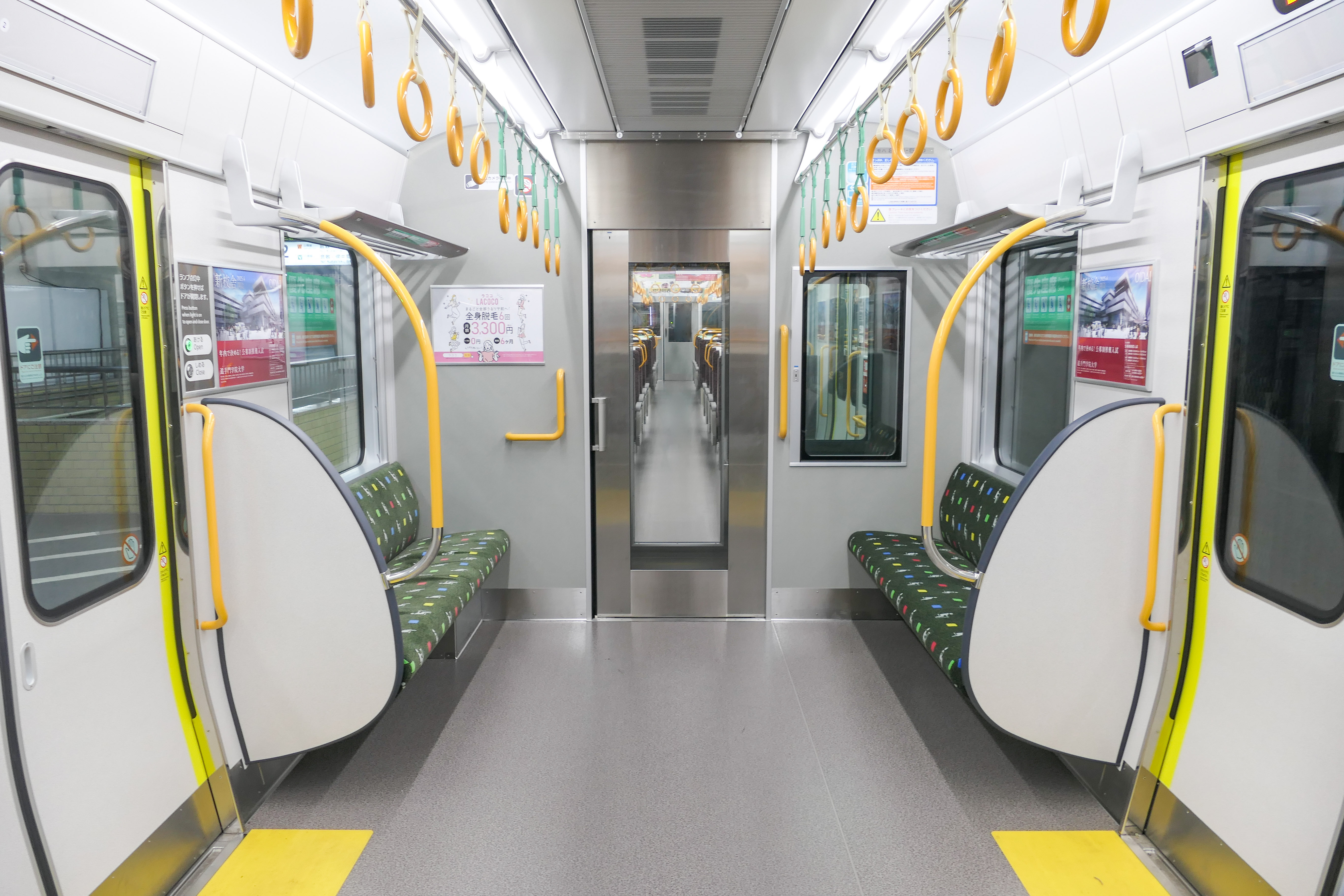
優先座席
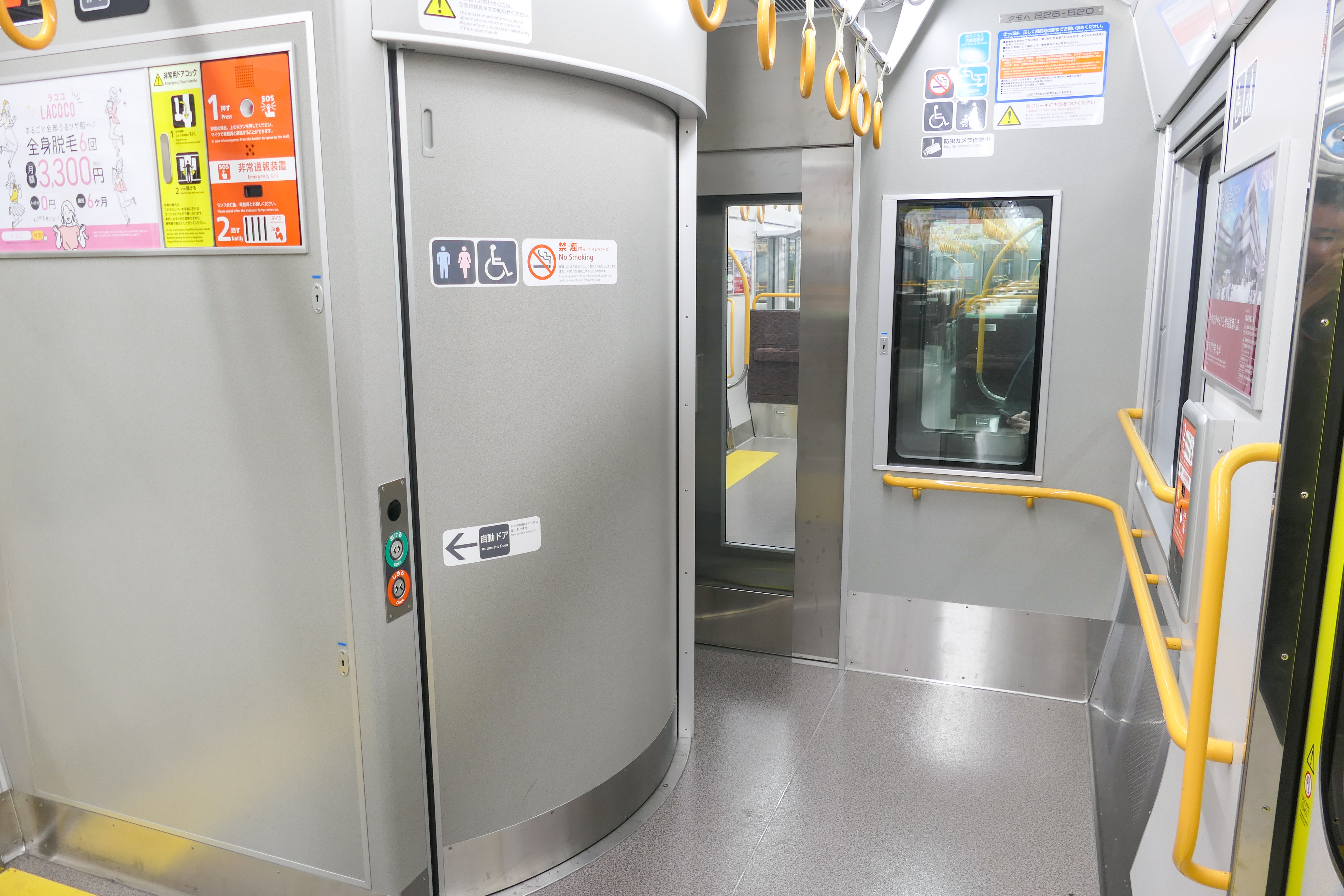
フリースペースと多機能トイレ
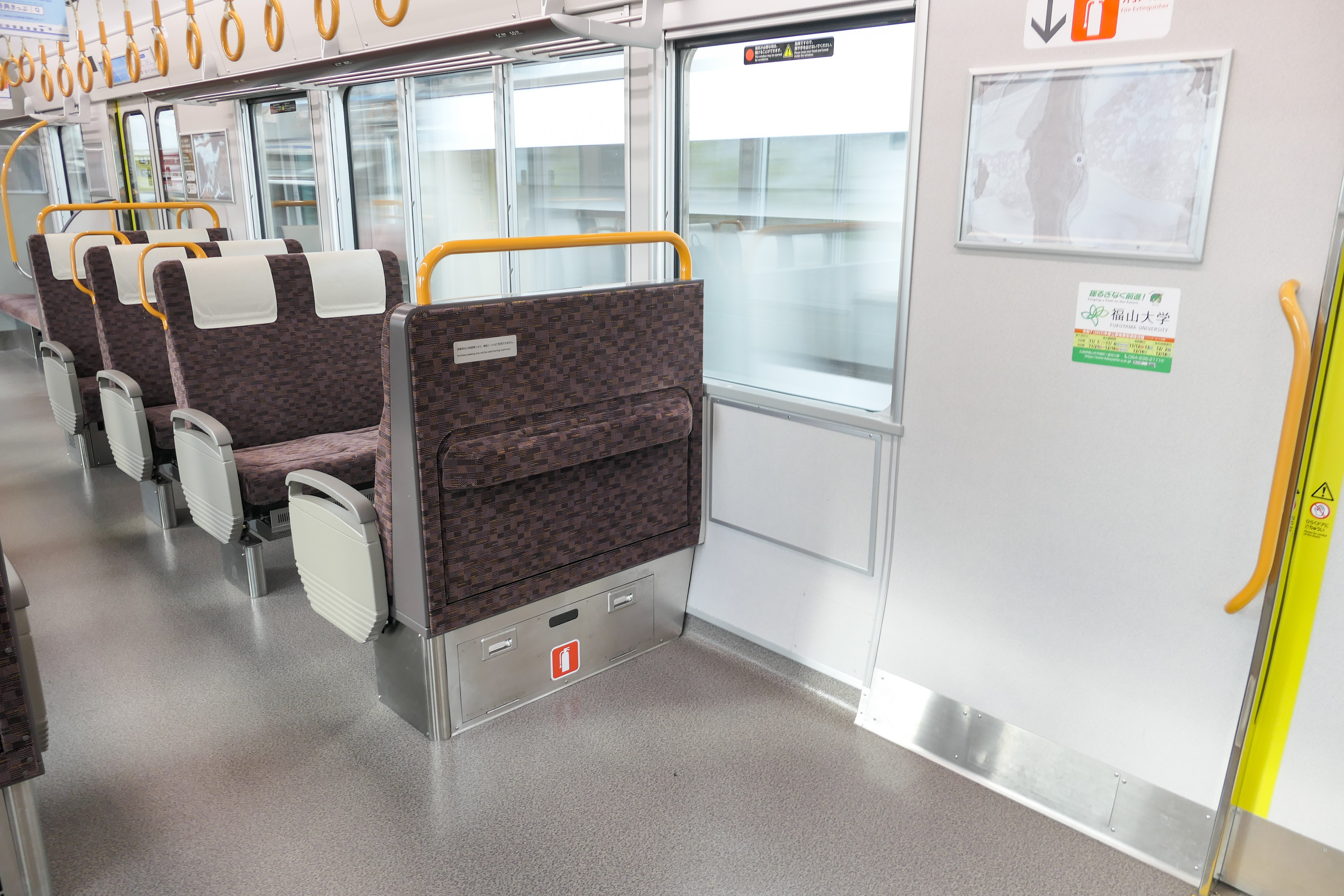
ドア付近の立ち席スペース

#### 種別・行先表示
種別表示の路線記号は岡山・福山エリアのもの（）に対応している他、2023年（令和5年）6月に尾道駅などで行われた一般公開では、三原駅への乗り入れを考慮した広島・山口エリアのも表示された。さらに山陽本線上郡駅以東の乗り入れや、姫路駅・相生駅 - 上郡駅・播州赤穂駅間の間合い運用に備えたも用意されている。また、普通・快速の他に2022年で廃止された「サンライナー」も用意されている（ラインカラーなし）。
2024年（令和6年）2月23日から2月25日は、ファジアーノ岡山の応援企画として、種別表示に同チームのマスコットキャラクター「ファジ丸」の表示を岡山駅発着列車の一部で表示していた。
2023年（令和5年）7月22日の運行開始からしばらくは路線記号を表示していなかったが、2024年（令和6年）3月16日のダイヤ改正から表示を開始した（広島・山口エリアに越境する三原行や三原発糸崎行はを、近畿エリアに越境する相生および姫路行や、姫路または相生 - 上郡間の折り返し列車はを表示）。一方「◯◯経由」の切り替え表示は運用拡大時から行われている。また宇野線の一部列車では「ワンマン」入りの種別表示を使用し、路線記号の使用開始時からは路線記号の右側に「ワンマン」と「普通」を交互に表示している。

#### 主要機器
保安装置は山陽本線上郡駅以東のATS-P（拠点P）設置区間への乗り入れを想定してATS-SWに加えてATS-Pも搭載している他、駅での集札を行う「都市型ワンマン運転」に対応している。また、車体側面の監視カメラや、出入口表示機器・整理券発行機・運賃箱など、整理券収受型ワンマン運転設備については将来的に対応するための準備工事としているが、監視カメラについては2024年（令和6年）5月29日に出場したL1・L2編成以降は新製当初から搭載され、それ以前の編成にも順次設置工事が行われている。

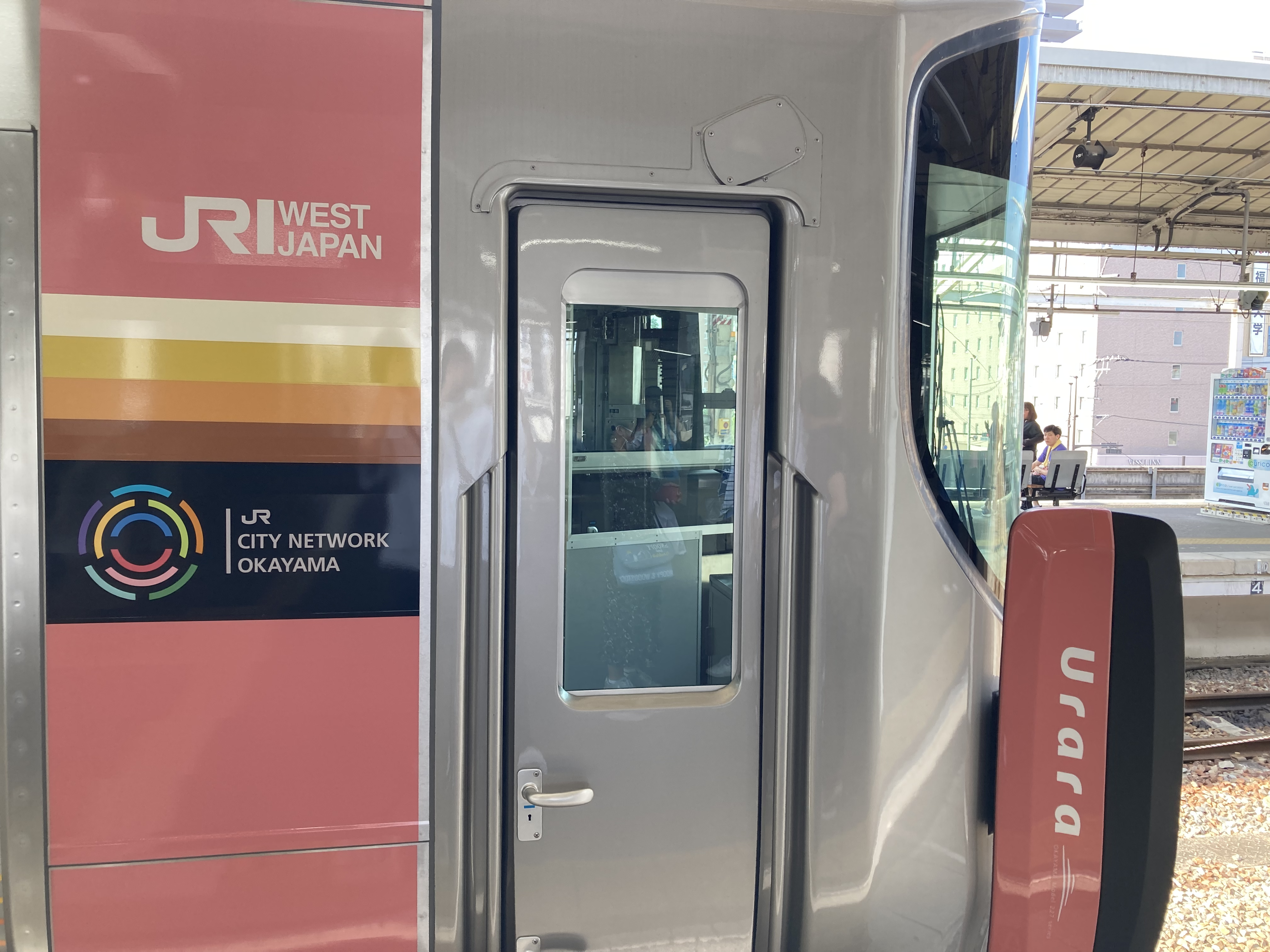
運転室扉周辺。車体や転落防止幌にロゴやマークが配されている。運転室扉上には監視カメラの台座が設置されている。
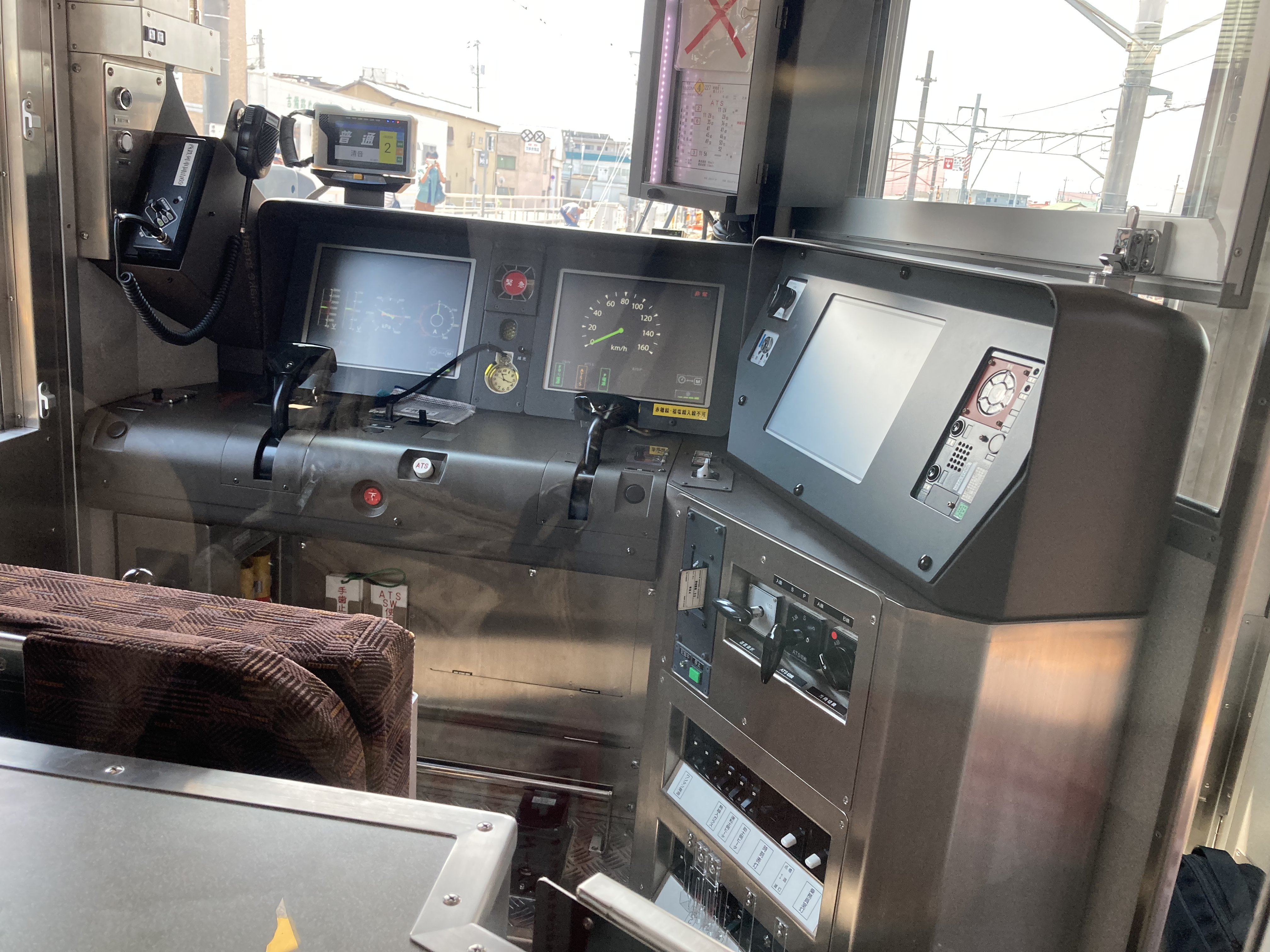
Uraraの運転席。グラスコックピットになっている。 速度計下に「赤穂線・福塩線入線不可」の注意書きが貼られている。
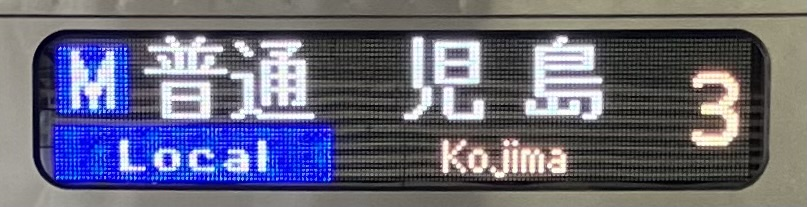
路線記号がカラー表示されたUrara（写真は瀬戸大橋線）。

## ラッピング車両
- 2019年（平成31年）
  - 2月24日から：A33編成（3両編成）が、「サンフレッチェ広島応援ラッピングトレイン」となった[34][RF 8]。サンフレッチェ広島の応援ラッピングトレインそのものは2017年（平成29年）[広報 11]・2018年[35]に続く3代目だが、それまでの2本は115系が用いられており、227系に実施されるのはこれが初めて。
  - 3月24日から：A27編成（3両編成）が、「カープ応援ラッピング」となった[広報 12]。
  - 10月6日から：A01編成・A63編成（それぞれ3両編成）が、JR西日本のマナー啓発キャンペーン「いきものペディア」ラッピングがされた。運用上の都合で10月3日に一部の電車に充当された[広報 13]。
- 2020年（令和2年）
  - 3月18日から：A48編成（3両編成）が、カープ電車として運行を開始した[広報 14]。
- 2021年（令和3年）
  - 3月21日から：S18編成（2両編成）が、「広島カープ応援ラッピング」となった[36]。
- 2022年(令和4年)
  - 3月21日から：S20編成（2両編成）が、「カープ応援ラッピングトレイン2022」となった。また、3月20日に、広島駅にてお披露目セレモニーが開催された[広報 15]。
- 2023年（令和5年）
  - 3月28日から：A25編成（3両編成）が、「カープ応援ラッピングトレイン2023」となった。[広報 16]。
- 2024年（令和6年）
  - 3月27日から：A28編成（3両編成）が、「カープ応援ラッピングトレイン2024」になった[RF 9]。
  - 9月20日から：A12編成（3両編成）が、「ラッピングコラボトレイン」として、広島電鉄5100形「Green mover max」をイメージしたラッピングで運行される[広報 17][RF 10]（2026年度まで[広報 17]）。

## 運用

### 広島地区
2025年（令和7年）4月1日時点で下関総合車両所広島支所に0番台3両編成×63本（A01 - A10・A12 - A32・A34 - A65編成）と2両編成×42本（S01 - S42編成）の計273両が配置されており（詳細は後述）、山陽本線福山駅 - 新山口駅間（由宇駅 - 新山口駅間はA編成のみ）と呉線・可部線の全線で運用されている。
2014年（平成26年）10月から2015年（平成27年）3月上旬にかけて37両（A01 - A11・S01・S02編成）が新製され、2015年（平成27年）3月14日のダイヤ改正で呉線（「安芸路ライナー」が中心）および山陽本線糸崎駅 - 岩国駅（一部由宇駅）間で運用を開始。運用開始日には岩国駅と、この日に開業した新白島駅でセレモニーが行われた。
引き続き同年3月下旬から2016年（平成28年）2月にかけて121両（A12 - A42・S03 - S16編成）が新製され、2015年（平成27年）10月3日の運用修正で可部線全線で営業運転を開始している。
2016年（平成28年）3月26日のダイヤ改正で、山陽本線福山駅 - 糸崎駅間および由宇駅 - 徳山駅間で営業運転を開始している。同時に、山陽本線三原駅 - 岩国駅間および可部線・呉線では平日昼間時間帯の運用ならびに土休日運転の快速「シティライナー」を227系で統一した（土休日日中の普通電車は旧型車両での運用あり）。
2018年（平成30年）4月から2019年（平成31年）2月にかけて118両（A43 - A64・S17 - S42編成）が新製され、 2019年（平成31年）3月16日のダイヤ改正時点で広島地区への投入が完了し、広島地区（山陽本線三原駅 - 岩国駅間および呉線・可部線全線）の旅客列車が227系に統一された。2019年（平成31年）2月中旬にはS41・S42編成の計4両が近畿車輛を出場したことにより、全106編成が出揃った。
2022年（令和4年）3月12日のダイヤ改正で、山陽本線徳山駅 - 新山口駅間でも一部列車（4往復）で運用が開始された。
また、同年11月にはA11編成とA33編成の組み替えによりA65編成が登場し、上述した「同番同士で編成を組む」原則や「A編成の編成番号は編成内各車の車番と一致する」原則が初めて崩れている。この混結は2022年（令和4年）9月に広駅にて発生した事故（連結失敗）による影響で生まれた編成で、損傷したA11編成のクモハ227-11およびA33編成のモハ226-33・クモハ226-33はしばらく下関総合車両所広島支所構内で留置された後、2023年（令和5年）11月1日付で除籍され、2024年（令和6年）1月に現地で解体された。これにより、本系列初の廃車が発生した。

### 奈良・和歌山地区
2025年（令和7年）4月1日時点で吹田総合車両所日根野支所（新在家派出所）に1000番台2両編成×34本（SD01 - SD08・SR01 - SR14・SS01 - SS12編成）の68両が配置されており、SD・SR編成は和歌山線・桜井線（万葉まほろば線）全線で、SS編成は紀勢本線（きのくに線）和歌山市駅 - 新宮駅間で運用されている。
2018年（平成30年）9月3日に川崎重工兵庫工場をSD01・SD02編成の4両が出場し、9月8日に吹田総合車両所で報道公開され、9月10日に同車両所日根野支所新在家派出所まで回送された。
その後、2018年（平成30年）11月8日にSD03 - SD05編成、同年12月6日にSD06 - SD08編成、同年12月20日にSR01・SR02・SR03編成、2019年（平成31年）2月21日にSR04・SR05編成がそれぞれ川崎重工兵庫工場を出場し、神戸貨物ターミナル駅に回送された後、山陽本線・東海道本線・湖西線にて試運転を行った。
2019年（平成31年）3月16日のダイヤ改正より、従来117系で運用されていた列車を中心に和歌山線内を運行する列車（五条駅 - 和歌山駅間3往復、橋本駅 - 和歌山駅間2往復、早朝の和歌山発王寺行き、夕方の王寺発五条行き、五条発高田行き、高田発和歌山行き）ときのくに線和歌山駅 - 紀伊田辺駅間で運用開始し、その後 同年6月1日から、紀勢本線和歌山駅 - 和歌山市駅間・万葉まほろば線に運用が拡大、同年9月30日に2両編成×28本の投入完了で同線の105系の運用をすべて置き換えた。
2020年（令和2年）3月14日のダイヤ改正より、従来113系（元阪和線の中間車2両から改造した編成）で運用されていたきのくに線和歌山駅 - 紀伊田辺駅間の列車を227系で置き換え、きのくに線和歌山駅 - 紀伊田辺駅間および和歌山線全線で車載型ICOCAの運用を開始した。
さらに、きのくに線紀伊田辺駅 - 新宮駅間への投入に向け、2020年（令和2年）4月21日にSS07 - SS09編成、5月28日にSS10 - SS12編成が新製された。2021年（令和3年）3月13日に同区間で運用を開始し、105系を置き換えた。同区間の普通列車が227系に統一され、車載型ICOCAの運用を開始した。

### 岡山地区
2025年（令和7年）4月1日時点で下関総合車両所岡山電車支所に500番台3両編成×27本（L1 - L27編成）、2両編成×17本（R1 - R17編成）の計115両が配置されており、山陽本線姫路駅 - 三原駅間、宇野線（宇野みなと線）全線、本四備讃線（瀬戸大橋線）茶屋町駅 - 児島駅間、伯備線倉敷駅 - 新見駅間で運用されている。快速マリンライナーでの定期運用はないが、瀬戸大橋橋上部分が強風や事故等で運転を見合わせ児島駅で折り返し運転を行う場合、突発的に充当されることがある。一方、上掲の運転台の写真にあるように、当分の間は赤穂線・福塩線への入線を不可としているため、所定で両線に直通する列車に運用変更で充当された場合は、岡山駅または福山駅で105系・115系・213系への車両交換を行う必要が生じている。
2023年（令和5年）2月2日に近畿車輛本社にて報道公開が行われた。同年2月8日には500番台R1編成（クモハ227-526+クモハ226-526）、R2編成（クモハ227-527+クモハ226-527）、R3編成（クモハ227-528+クモハ226-528）が連結された上、製造元の近畿車輌から出場し、試運転を兼ねて岡山まで回送された。
2023年（令和5年）7月22日から営業運転を開始しており、2024年（令和6年）1月20日からは山陽本線（姫路駅 - 岡山駅間）と伯備線（総社駅 - 新見駅間）でも運用を開始し、同区間の運用を開始したのを記念し、新見列車区構内でR10・R11編成が展示された。この他の路線にも順次運用を拡大し、2024年（令和6年）度末までに101両を現行車両と入れ替える予定とされ、同年9月19日にL24・L25編成が川崎車両から出場したのに伴い、当初計画の101両が出揃った。この101両の投入完了後の2025年（令和7年）3月11日には、R14・R15・L26編成が近畿車輛を出場した。

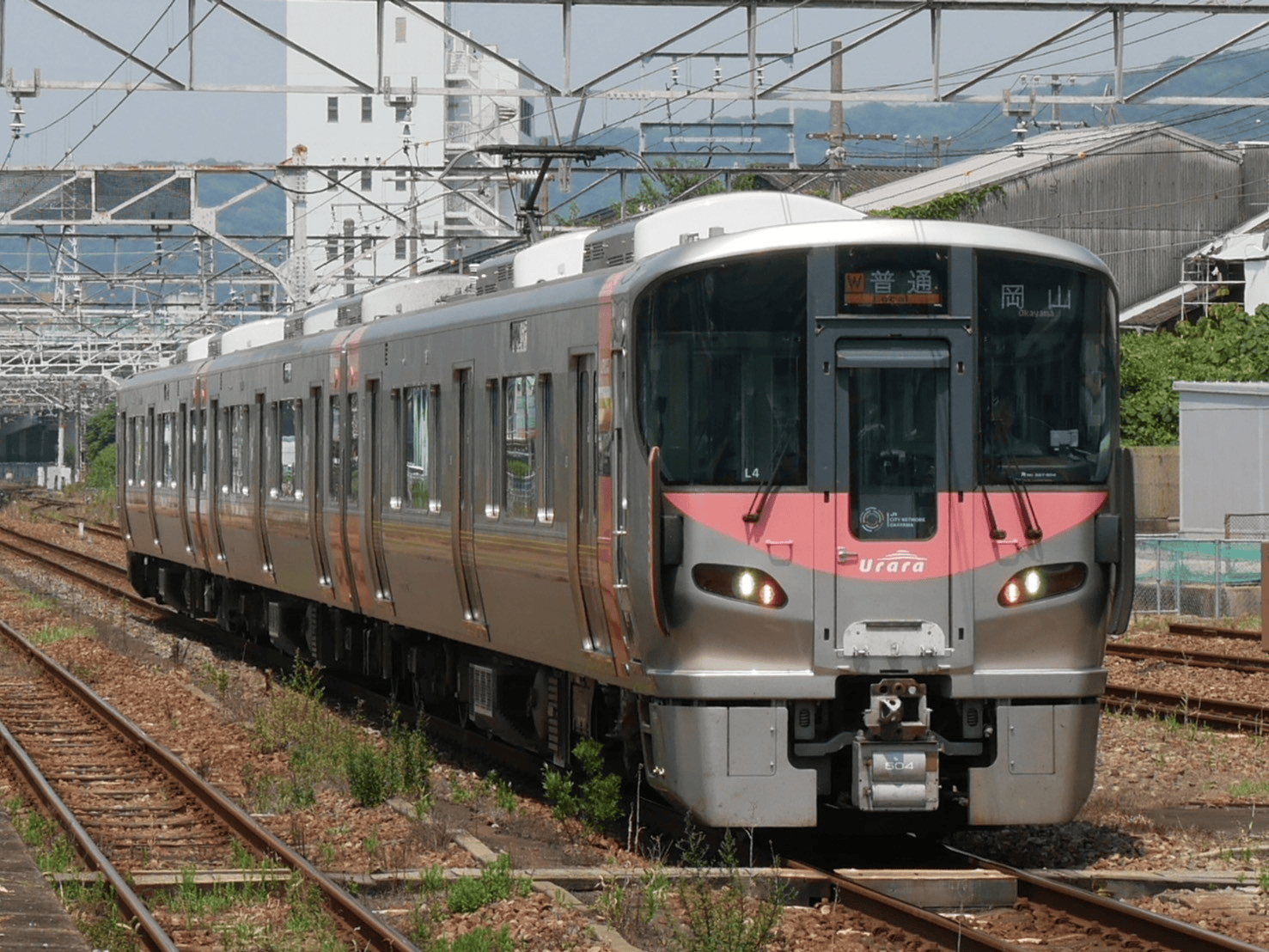
糸崎駅に進入する500番台

## 編成表
2025年（令和7年）4月1日現在
凡例
- 近車：近畿車輛
- 川重：川崎重工業→川崎車両

### 下関総合車両所広島支所所属
| ← 福山新山口・あき亀山 → | ← 福山新山口・あき亀山 → | ← 福山新山口・あき亀山 → | ← 福山新山口・あき亀山 → | ← 福山新山口・あき亀山 → | ← 福山新山口・あき亀山 →  | ← 福山新山口・あき亀山 →                              |
| ------------------------ | ------------------------ | ------------------------ | ------------------------ | ------------------------ | ------------------------- | ----------------------------------------------------- |
| 編成番号                 | クモハ 227               | モハ 226                 | クモハ 226               | 新製月日                 | 車載モニタ （車側カメラ） | 備考                                                  |
| A01                      | 1                        | 1                        | 1                        | 2014/10/06 （近車）      |                           |                                                       |
| A02                      | 2                        | 2                        | 2                        | 2014/10/06 （近車）      |                           |                                                       |
| A03                      | 3                        | 3                        | 3                        | 2014/09/28 （川重）      |                           |                                                       |
| A04                      | 4                        | 4                        | 4                        | 2015/01/22 （近車）      |                           |                                                       |
| A05                      | 5                        | 5                        | 5                        | 2015/01/22 （近車）      |                           |                                                       |
| A06                      | 6                        | 6                        | 6                        | 2015/01/30 （川重）      |                           |                                                       |
| A07                      | 7                        | 7                        | 7                        | 2015/02/17 （近車）      |                           |                                                       |
| A08                      | 8                        | 8                        | 8                        | 2015/02/17 （近車）      |                           |                                                       |
| A09                      | 9                        | 9                        | 9                        | 2015/02/24 （川重）      |                           |                                                       |
| A10                      | 10                       | 10                       | 10                       | 2015/03/04 （近車）      |                           |                                                       |
| A11                      | 11                       | 11                       | 11                       | 2015/03/04 （近車）      |                           | モハ226・クモハ226はA65へ クモハ227は2023/11/01で廃車 |
| A12                      | 12                       | 12                       | 12                       | 2015/03/23 （近車）      |                           | ラッピングコラボトレイン                              |
| A13                      | 13                       | 13                       | 13                       | 2015/05/07 （近車）      | 2025/02/07                |                                                       |
| A14                      | 14                       | 14                       | 14                       | 2015/04/17 （近車）      |                           |                                                       |
| A15                      | 15                       | 15                       | 15                       | 2015/04/17 （近車）      |                           |                                                       |
| A16                      | 16                       | 16                       | 16                       | 2015/04/24 （川重）      |                           |                                                       |
| A17                      | 17                       | 17                       | 17                       | 2015/05/15 （近車）      |                           |                                                       |
| A18                      | 18                       | 18                       | 18                       | 2015/05/15 （近車）      |                           |                                                       |
| A19                      | 19                       | 19                       | 19                       | 2015/05/25 （川重）      |                           |                                                       |
| A20                      | 20                       | 20                       | 20                       | 2015/06/16 （近車）      |                           |                                                       |
| A21                      | 21                       | 21                       | 21                       | 2015/06/16 （近車）      |                           |                                                       |
| A22                      | 22                       | 22                       | 22                       | 2015/06/25日 （川重）    |                           |                                                       |
| A23                      | 23                       | 23                       | 23                       | 2015/07/23 （近車）      |                           |                                                       |
| A24                      | 24                       | 24                       | 24                       | 2015/07/23 （近車）      |                           |                                                       |
| A25                      | 25                       | 25                       | 25                       | 2015/08/04 （川重）      | 2024/11/24                |                                                       |
| A26                      | 26                       | 26                       | 26                       | 2015/08/19 （近車）      |                           |                                                       |
| A27                      | 27                       | 27                       | 27                       | 2015/08/19 （近車）      | 2024/12/25                |                                                       |
| A28                      | 28                       | 28                       | 28                       | 2015/08/26 （川重）      | 2025/03/28                |                                                       |
| A29                      | 29                       | 29                       | 29                       | 2015/09/25 （近車）      | 2024/12/05                |                                                       |
| A30                      | 30                       | 30                       | 30                       | 2015/10/27 （近車）      | 2025/01/21                |                                                       |
| A31                      | 31                       | 31                       | 31                       | 2015/11/17 （近車）      |                           |                                                       |
| A32                      | 32                       | 32                       | 32                       | 2015/11/25 （川重）      |                           |                                                       |
| A33                      | 33                       | 33                       | 33                       | 2015/12/15 （川重）      |                           | クモハ227はA65へ モハ226・クモハ226は2023/11/01で廃車 |
| A34                      | 34                       | 34                       | 34                       | 2015/12/15 （川重）      |                           |                                                       |
| A35                      | 35                       | 35                       | 35                       | 2015/12/23 （川重）      |                           |                                                       |
| A36                      | 36                       | 36                       | 36                       | 2015/12/23 （川重）      | 2025/02/28                |                                                       |
| A37                      | 37                       | 37                       | 37                       | 2016/01/19 （川重）      |                           |                                                       |
| A38                      | 38                       | 38                       | 38                       | 2016/01/19 （川重）      |                           |                                                       |
| A39                      | 39                       | 39                       | 39                       | 2016/01/27 （川重）      |                           |                                                       |
| A40                      | 40                       | 40                       | 40                       | 2016/01/27 （川重）      |                           |                                                       |
| A41                      | 41                       | 41                       | 41                       | 2016/02/16 （川重）      |                           |                                                       |
| A42                      | 42                       | 42                       | 42                       | 2016/02/16 （川重）      |                           |                                                       |
| A43                      | 43                       | 43                       | 43                       | 2018/04/20 （近車）      |                           |                                                       |
| A44                      | 44                       | 44                       | 44                       | 2018/04/04 （川重）      |                           |                                                       |
| A45                      | 45                       | 45                       | 45                       | 2018/05/18 （近車）      |                           |                                                       |
| A46                      | 46                       | 46                       | 46                       | 2018/04/04 （川重）      |                           |                                                       |
| A47                      | 47                       | 47                       | 47                       | 2018/06/07 （近車）      |                           |                                                       |
| A48                      | 48                       | 48                       | 48                       | 2018/04/17 （川重）      |                           |                                                       |
| A49                      | 49                       | 49                       | 49                       | 2018/08/01 （近車）      |                           |                                                       |
| A50                      | 50                       | 50                       | 50                       | 2018/05/10 （川重）      |                           |                                                       |
| A51                      | 51                       | 51                       | 51                       | 2018/08/13 （近車）      |                           |                                                       |
| A52                      | 52                       | 52                       | 52                       | 2018/06/21 （川重）      |                           |                                                       |
| A53                      | 53                       | 53                       | 53                       | 2018/09/26 （近車）      |                           |                                                       |
| A54                      | 54                       | 54                       | 54                       | 2018/08/22 （川重）      |                           |                                                       |
| A55                      | 55                       | 55                       | 55                       | 2018/10/09 （近車）      |                           |                                                       |
| A56                      | 56                       | 56                       | 56                       | 2018/09/11 （川重）      |                           |                                                       |
| A57                      | 57                       | 57                       | 57                       | 2018/11/13 （近車）      |                           |                                                       |
| A58                      | 58                       | 58                       | 58                       | 2018/09/11 （川重）      |                           |                                                       |
| A59                      | 59                       | 59                       | 59                       | 2018/12/13 （近車）      |                           |                                                       |
| A60                      | 60                       | 60                       | 60                       | 2018/10/02 （川重）      |                           |                                                       |
| A61                      | 61                       | 61                       | 61                       | 2019/01/10 （近車）      |                           |                                                       |
| A62                      | 62                       | 62                       | 62                       | 2018/10/02 （川重）      |                           |                                                       |
| A63                      | 63                       | 63                       | 63                       | 2018/10/22 （川重）      |                           |                                                       |
| A64                      | 64                       | 64                       | 64                       | 2018/10/22 （川重）      |                           |                                                       |
| A65                      | 33                       | 11                       | 11                       | 2023/11/01               |                           | 元A11+A33                                             |
| 編成番号                 | クモハ 227               | クモハ 226               |                          | 新製月日                 | 車載モニタ （車側カメラ） | 備考                                                  |
| S01                      | 65                       | 65                       |                          | 2015/01/30 （川重）      |                           |                                                       |
| S02                      | 66                       | 66                       | 2015/02/24 （川重）      |                          |                           |                                                       |
| S03                      | 67                       | 67                       | 2015/04/24 （川重）      |                          |                           |                                                       |
| S04                      | 68                       | 68                       | 2015/05/25 （川重）      |                          |                           |                                                       |
| S05                      | 69                       | 69                       | 2015/06/25 （川重）      |                          |                           |                                                       |
| S06                      | 70                       | 70                       | 2015/08/04 （川重）      |                          |                           |                                                       |
| S07                      | 71                       | 71                       | 2015/08/26 （川重）      |                          |                           |                                                       |
| S08                      | 72                       | 72                       | 2015/09/08 （近車）      |                          |                           |                                                       |
| S09                      | 73                       | 73                       | 2015/09/08 （近車）      |                          |                           |                                                       |
| S10                      | 74                       | 74                       | 2015/09/08 （近車）      |                          |                           |                                                       |
| S11                      | 75                       | 75                       | 2015/10/14 （近車）      |                          |                           |                                                       |
| S12                      | 76                       | 76                       | 2015/10/14 （近車）      |                          |                           |                                                       |
| S13                      | 77                       | 77                       | 2015/10/14 （近車）      |                          |                           |                                                       |
| S14                      | 78                       | 78                       | 2015/11/17 （近車）      |                          |                           |                                                       |
| S15                      | 79                       | 79                       | 2015/11/17 （近車）      |                          |                           |                                                       |
| S16                      | 80                       | 80                       | 2016/02/16 （川重）      | 2024/07/17               |                           |                                                       |
| S17                      | 81                       | 81                       | 2018/04/20 （近車）      |                          |                           |                                                       |
| S18                      | 82                       | 82                       | 2018/04/20 （近車）      |                          |                           |                                                       |
| S19                      | 83                       | 83                       | 2018/04/04 （川重）      |                          |                           |                                                       |
| S20                      | 84                       | 84                       | 2018/05/18 （近車）      |                          |                           |                                                       |
| S21                      | 85                       | 85                       | 2018/05/18 （近車）      |                          |                           |                                                       |
| S22                      | 86                       | 86                       | 2018/04/17 （川重）      |                          |                           |                                                       |
| S23                      | 87                       | 87                       | 2018/06/07 （近車）      |                          |                           |                                                       |
| S24                      | 88                       | 88                       | 2018/06/07 （近車）      |                          |                           |                                                       |
| S25                      | 89                       | 89                       | 2018/04/17 （川重）      | 2024/11/14               |                           |                                                       |
| S26                      | 90                       | 90                       | 2018/08/01 （近車）      |                          | 車載モニタ準備工事        |                                                       |
| S27                      | 91                       | 91                       | 2018/08/01 （近車）      |                          |                           |                                                       |
| S28                      | 92                       | 92                       | 2018/05/10 （川重）      |                          |                           |                                                       |
| S29                      | 93                       | 93                       | 2018/08/13 （近車）      |                          |                           |                                                       |
| S30                      | 94                       | 94                       | 2018/06/21 （川重）      |                          |                           |                                                       |
| S31                      | 95                       | 95                       | 2018/09/26 （近車）      |                          |                           |                                                       |
| S32                      | 96                       | 96                       | 2018/08/22 （川重）      |                          |                           |                                                       |
| S33                      | 97                       | 97                       | 2018/10/10 （近車）      |                          |                           |                                                       |
| S34                      | 98                       | 98                       | 2018/09/11 （川重）      |                          |                           |                                                       |
| S35                      | 99                       | 99                       | 2018/11/15 （近車）      |                          |                           |                                                       |
| S36                      | 100                      | 100                      | 2018/11/15 （近車）      |                          |                           |                                                       |
| S37                      | 101                      | 101                      | 2018/12/13 （近車）      |                          |                           |                                                       |
| S38                      | 102                      | 102                      | 2018/12/13 （近車）      |                          |                           |                                                       |
| S39                      | 103                      | 103                      | 2019/01/10 （近車）      |                          |                           |                                                       |
| S40                      | 104                      | 104                      | 2019/01/10 （近車）      |                          |                           |                                                       |
| S41                      | 105                      | 105                      | 2019/02/15 （近車）      |                          |                           |                                                       |
| S42                      | 106                      | 106                      | 2019/02/15 （近車）      |                          |                           |                                                       |

### 吹田総合車両所日根野支所新在家派出所所属
| ← 王寺和歌山（和歌山線）・奈良 → ← 和歌山市新宮 → | ← 王寺和歌山（和歌山線）・奈良 → ← 和歌山市新宮 → | ← 王寺和歌山（和歌山線）・奈良 → ← 和歌山市新宮 → | ← 王寺和歌山（和歌山線）・奈良 → ← 和歌山市新宮 → | ← 王寺和歌山（和歌山線）・奈良 → ← 和歌山市新宮 → |
| ------------------------------------------------- | ------------------------------------------------- | ------------------------------------------------- | ------------------------------------------------- | ------------------------------------------------- |
| 編成番号                                          | クモハ 227                                        | クモハ 226                                        | 新製月日                                          | 備考                                              |
| SD01                                              | 1001                                              | 1001                                              | 2018/09/03 （川重）                               | 2パンタ                                           |
| SD02                                              | 1002                                              | 1002                                              | 2018/09/03 （川重）                               | 2パンタ                                           |
| SD03                                              | 1003                                              | 1003                                              | 2018/11/08 （川重）                               | 2パンタ                                           |
| SD04                                              | 1004                                              | 1004                                              | 2018/11/08 （川重）                               | 2パンタ                                           |
| SD05                                              | 1005                                              | 1005                                              | 2018/11/08 （川重）                               | 2パンタ                                           |
| SD06                                              | 1006                                              | 1006                                              | 2018/12/06 （川重）                               | 2パンタ                                           |
| SD07                                              | 1007                                              | 1007                                              | 2018/12/06 （川重）                               | 2パンタ                                           |
| SD08                                              | 1008                                              | 1008                                              | 2018/12/06 （川重）                               | 2パンタ                                           |
| SR01                                              | 1009                                              | 1009                                              | 2018/12/20 （川重）                               |                                                   |
| SR02                                              | 1010                                              | 1010                                              | 2018/12/20 （川重）                               |                                                   |
| SR03                                              | 1011                                              | 1011                                              | 2018/12/20 （川重）                               |                                                   |
| SR04                                              | 1012                                              | 1012                                              | 2019/02/21 （川重）                               |                                                   |
| SR05                                              | 1013                                              | 1013                                              | 2019/02/21 （川重）                               |                                                   |
| SR06                                              | 1014                                              | 1014                                              | 2019/03/11 （川重）                               |                                                   |
| SR07                                              | 1015                                              | 1015                                              | 2019/03/11 （川重）                               |                                                   |
| SR08                                              | 1016                                              | 1016                                              | 2019/03/22 （川重）                               |                                                   |
| SR09                                              | 1017                                              | 1017                                              | 2019/03/22 （川重）                               |                                                   |
| SR10                                              | 1018                                              | 1018                                              | 2019/03/22 （川重）                               |                                                   |
| SR11                                              | 1019                                              | 1019                                              | 2019/07/22 （川重）                               |                                                   |
| SR12                                              | 1020                                              | 1020                                              | 2019/07/22 （川重）                               |                                                   |
| SR13                                              | 1021                                              | 1021                                              | 2019/08/20 （川重）                               |                                                   |
| SR14                                              | 1022                                              | 1022                                              | 2019/08/20 （川重）                               |                                                   |
| SS01                                              | 1023                                              | 1023                                              | 2019/09/10 （川重）                               | セラミック 噴射装置搭載                           |
| SS02                                              | 1024                                              | 1024                                              | 2019/09/10 （川重）                               | セラミック 噴射装置搭載                           |
| SS03                                              | 1025                                              | 1025                                              | 2019/09/10 （川重）                               | セラミック 噴射装置搭載                           |
| SS04                                              | 1026                                              | 1026                                              | 2019/09/30 （川重）                               | セラミック 噴射装置搭載                           |
| SS05                                              | 1027                                              | 1027                                              | 2019/09/30 （川重）                               | セラミック 噴射装置搭載                           |
| SS06                                              | 1028                                              | 1028                                              | 2019/09/30 （川重）                               | セラミック 噴射装置搭載                           |
| SS07                                              | 1029                                              | 1029                                              | 2020/04/21 （近車）                               | セラミック 噴射装置搭載                           |
| SS08                                              | 1030                                              | 1030                                              | 2020/04/21 （近車）                               | セラミック 噴射装置搭載                           |
| SS09                                              | 1031                                              | 1031                                              | 2020/04/21 （近車）                               | セラミック 噴射装置搭載                           |
| SS10                                              | 1032                                              | 1032                                              | 2020/05/28 （近車）                               | セラミック 噴射装置搭載                           |
| SS11                                              | 1033                                              | 1033                                              | 2020/05/28 （近車）                               | セラミック 噴射装置搭載                           |
| SS12                                              | 1034                                              | 1034                                              | 2020/05/28 （近車）                               | セラミック 噴射装置搭載                           |

### 下関総合車両所岡山電車支所所属
| ← 姫路三原・新見 → ← 岡山（宇野線）宇野・児島 → | ← 姫路三原・新見 → ← 岡山（宇野線）宇野・児島 → | ← 姫路三原・新見 → ← 岡山（宇野線）宇野・児島 → | ← 姫路三原・新見 → ← 岡山（宇野線）宇野・児島 → | ← 姫路三原・新見 → ← 岡山（宇野線）宇野・児島 → | ← 姫路三原・新見 → ← 岡山（宇野線）宇野・児島 → | ← 姫路三原・新見 → ← 岡山（宇野線）宇野・児島 → |
| ----------------------------------------------- | ----------------------------------------------- | ----------------------------------------------- | ----------------------------------------------- | ----------------------------------------------- | ----------------------------------------------- | ----------------------------------------------- |
| 編成番号                                        | クモハ 227                                      | モハ 226                                        | クモハ 226                                      | 新製月日                                        | 車載モニタ （車側カメラ）                       | 備考                                            |
| L1                                              | 501                                             | 501                                             | 501                                             | 2024/05/31 （川重）                             | 新製時より                                      |                                                 |
| L2                                              | 502                                             | 502                                             | 502                                             | 2024/05/31 （川重）                             | 新製時より                                      |                                                 |
| L3                                              | 503                                             | 503                                             | 503                                             | 2023/12/01 （近車）                             |                                                 |                                                 |
| L4                                              | 504                                             | 504                                             | 504                                             | 2023/12/01 （近車）                             |                                                 |                                                 |
| L5                                              | 505                                             | 505                                             | 505                                             | 2023/12/22 （近車）                             |                                                 |                                                 |
| L6                                              | 506                                             | 506                                             | 506                                             | 2023/12/22 （近車）                             |                                                 |                                                 |
| L7                                              | 507                                             | 507                                             | 507                                             | 2024/02/07 （近車）                             |                                                 |                                                 |
| L8                                              | 508                                             | 508                                             | 508                                             | 2024/02/07 （近車）                             |                                                 |                                                 |
| L9                                              | 509                                             | 509                                             | 509                                             | 2024/02/20 （近車）                             | 2025/03/23                                      |                                                 |
| L10                                             | 510                                             | 510                                             | 510                                             | 2024/03/08 （近車）                             |                                                 |                                                 |
| L11                                             | 511                                             | 511                                             | 511                                             | 2024/03/08 （近車）                             |                                                 |                                                 |
| L12                                             | 512                                             | 512                                             | 512                                             | 2024/03/15 （近車）                             |                                                 |                                                 |
| L13                                             | 513                                             | 513                                             | 513                                             | 2024/03/15 （近車）                             |                                                 |                                                 |
| L14                                             | 514                                             | 514                                             | 514                                             | 2024/03/26 （近車）                             |                                                 |                                                 |
| L15                                             | 515                                             | 515                                             | 515                                             | 2024/03/26 （近車）                             |                                                 |                                                 |
| L16                                             | 516                                             | 516                                             | 516                                             | 2024/06/28 （川重）                             | 新製時より                                      |                                                 |
| L17                                             | 517                                             | 517                                             | 517                                             | 2024/06/28 （川重）                             | 新製時より                                      |                                                 |
| L18                                             | 518                                             | 518                                             | 518                                             | 2024/07/12 （川重）                             | 新製時より                                      |                                                 |
| L19                                             | 519                                             | 519                                             | 519                                             | 2024/07/12 （川重）                             | 新製時より                                      |                                                 |
| L20                                             | 520                                             | 520                                             | 520                                             | 2024/08/02 （川重）                             | 新製時より                                      |                                                 |
| L21                                             | 521                                             | 521                                             | 521                                             | 2024/08/02 （川重）                             | 新製時より                                      |                                                 |
| L22                                             | 522                                             | 522                                             | 522                                             | 2024/08/23 （川重）                             | 新製時より                                      |                                                 |
| L23                                             | 523                                             | 523                                             | 523                                             | 2024/08/23 （川重）                             | 新製時より                                      |                                                 |
| L24                                             | 524                                             | 524                                             | 524                                             | 2024/09/20 （川重）                             | 新製時より                                      |                                                 |
| L25                                             | 525                                             | 525                                             | 525                                             | 2024/09/20 （川重）                             | 新製時より                                      |                                                 |
| L26                                             | 539                                             | 539                                             | 539                                             | 2025/03/12 （近車）                             | 新製時より                                      |                                                 |
| L27                                             | 540                                             | 540                                             | 540                                             | 2025/03/25 （近車）                             | 新製時より                                      |                                                 |
| 編成番号                                        | クモハ 227                                      | クモハ 226                                      |                                                 | 新製月日                                        | 車載モニタ （車側カメラ）                       | 備考                                            |
| R1                                              | 526                                             | 526                                             |                                                 | 2023/02/09 （近車）                             | 2024/08/23                                      |                                                 |
| R2                                              | 527                                             | 527                                             | 2024/09/06                                      | 2023/02/09 （近車）                             |                                                 |                                                 |
| R3                                              | 528                                             | 528                                             | 2024/09/13                                      | 2023/02/09 （近車）                             |                                                 |                                                 |
| R4                                              | 529                                             | 529                                             | 2023/03/09 （近車）                             | 2024/09/22                                      |                                                 |                                                 |
| R5                                              | 530                                             | 530                                             | 2023/03/09 （近車）                             | 2024/10/02                                      |                                                 |                                                 |
| R6                                              | 531                                             | 531                                             | 2023/03/24 （近車）                             | 2024/10/06                                      |                                                 |                                                 |
| R7                                              | 532                                             | 532                                             | 2023/03/24 （近車）                             | 2024/10/11                                      |                                                 |                                                 |
| R8                                              | 533                                             | 533                                             | 2023/03/24 （近車）                             | 2024/11/27                                      |                                                 |                                                 |
| R9                                              | 534                                             | 534                                             | 2023/12/14 （川重）                             | 2025/02/03                                      |                                                 |                                                 |
| R10                                             | 535                                             | 535                                             | 2023/12/01 （近車）                             | 2024/12/18                                      |                                                 |                                                 |
| R11                                             | 536                                             | 536                                             | 2023/12/22 （近車）                             | 2025/01/13                                      |                                                 |                                                 |
| R12                                             | 537                                             | 537                                             | 2023/12/14 （川重）                             | 2025/02/22                                      |                                                 |                                                 |
| R13                                             | 538                                             | 538                                             | 2023/12/14 （川重）                             | 2025/02/27                                      |                                                 |                                                 |
| R14                                             | 555                                             | 555                                             | 2025/03/12 （近車）                             | 新製時より                                      |                                                 |                                                 |
| R15                                             | 556                                             | 556                                             | 2025/03/12 （近車）                             | 新製時より                                      |                                                 |                                                 |
| R16                                             | 557                                             | 557                                             | 2025/03/25 （近車）                             | 新製時より                                      |                                                 |                                                 |
| R17                                             | 558                                             | 558                                             | 2025/03/25 （近車）                             | 新製時より                                      |                                                 |                                                 |